# Protektorát Čechy a Morava
Protektorát Čechy a Morava (německy Protektorat Böhmen und Mähren) byla část československého území, od 15., respektive 16. března 1939 do 8.–9. května 1945 okupovaná nacistickým Německem. Jednalo se o území, které Německo okupovalo ze všech nejdéle. Okupované území Německo anektovalo a zřídilo Protektorát Čechy a Morava, vyhlášený 16. března 1939 výnosem o zřízení Protektorátu Čechy a Morava. Okupací a anexí okupovaného území Německo porušilo Mnichovskou dohodu, kterou samo 30. září 1938 uzavřelo. Výnosem byl Protektorát prohlášen za autonomní a formálně tedy měl právo na samosprávu. Svá práva však musel vykonávat ve shodě s politickými, vojenskými a hospodářskými potřebami Německa. Autonomie tedy zůstala pouze na papíře – Německo ji mohlo omezovat, přičemž v některých oblastech ji úplně odstranilo.
Z pohledu mezinárodního a československého práva se jednalo o zamaskovanou formu nelegální anexe, přičemž legální vláda byla (později vytvořená a Spojenci uznaná) exilová vláda v Londýně, vedená prezidentem Edvardem Benešem. Z tehdejšího oficiálního německého pohledu šlo o legální a mírové obsazení na základě společného prohlášení československé a německé vlády ze dne 15. března 1939. Německá okupační moc tvrdila, že Československo byl uměle vytvořený stát vytrhující české země z životního prostoru německého národa, vnitřně neschopný existovat a představující ohnisko nestability, ohrožující evropský mír.

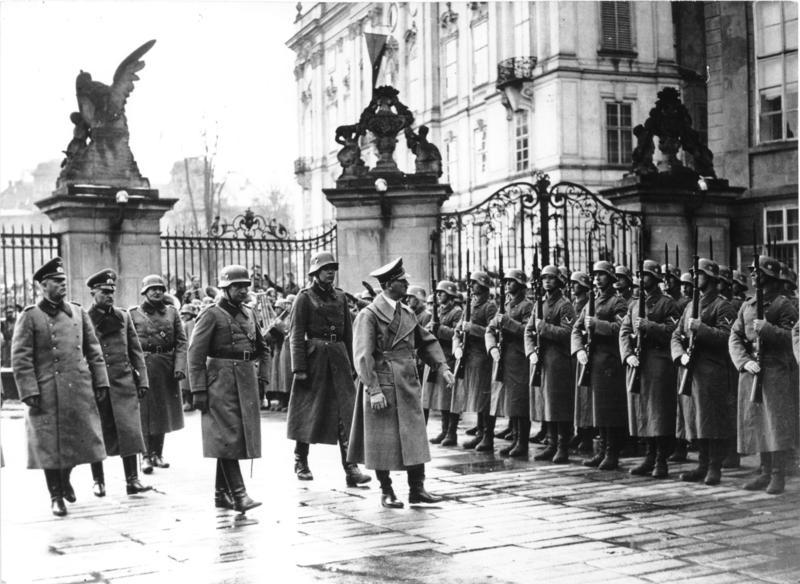
Adolf Hitler se přijel hned 15. března osobně podívat do Prahy, na Pražský hrad

Protektorát byl vytvořen výnosem Adolfa Hitlera ze dne 16. března 1939, a to na území českých zemí, zbylém po vynuceném odstoupení Sudet Německu 29. září 1938 a části Těšínska odstoupeného Polsku 30. září 1938 v důsledku Mnichovské dohody. Německé okupační úřady vytvořením názvu Protektorát Čechy a Morava pominuly skutečnost, že kromě zbytku Čech a Moravy byla součástí protektorátu i malá část Slezska (území po pravém břehu Ostravice na Frýdecku a Ostravsku), kde se nacházela i nejvyšší hora protektorátu (Lysá hora v Beskydech). V tomto zbytku pomnichovského Česko-Slovenska žilo okolo 7,4 milionu obyvatel. Dne 16. září 1940 bylo území protektorátu připojeno k říšskému celnímu území. Zahraniční politiku zcela převzala Německá říše. Protektorát měl pouze zástupce u říšské vlády s úředním označením „vyslanec“, avšak s výslovným dovětkem, že vyslanec není členem diplomatického sboru.

## Představitelé a vlády protektorátu

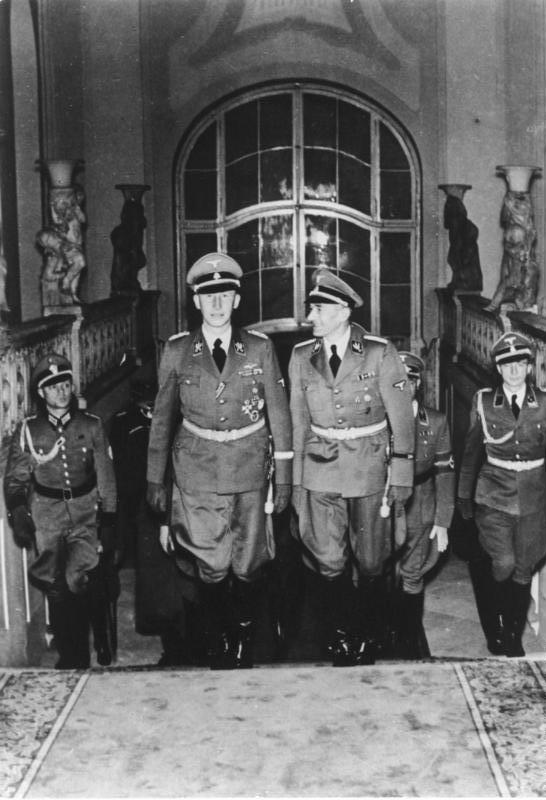
Reinhard Heydrich a Karl Hermann Frank na Pražském hradě roku 1941

Hlavou protektorátu byl tzv. státní prezident, který požíval čestných práv hlavy státu, pro výkon svého úřadu ale potřeboval důvěru Vůdce, tedy Adolfa Hitlera. Po celou dobu existence protektorátu byl státním prezidentem Emil Hácha. Skutečným držitelem moci pak byl Říšský protektor v Čechách a na Moravě, který jako zástupce Vůdce potvrzoval členy protektorátní vlády a který mohl jak vydávat vlastní nařízení, tak vetovat jakýkoli protektorátní zákon, nařízení, správní opatření nebo soudní rozsudek, pokud odporoval německým zájmům. Závěrem protektorátu místo něj fakticky vládl tzv. německý státní ministr, jímž byl K. H. Frank.
Ačkoli dosavadní československá ústava nebyla formálně zrušena, parlament neexistoval a nové zákony nebyly schvalovány, místo nich vycházela vládní nařízení se silou zákona, která mohla dosud existující zákony i měnit. Zákonodárná činnost protektorátní vlády byla legalizována zmocňovacím zákonem č. 330/1938 Sb. z. a n., jehož platnost byla neomezeně prodloužena nařízením Říšského protektora z 12. prosince 1940. Za protektorátu byla povolena jediná česká politická strana, Národní souručenství.

## Soustavné hrubé porušování lidských práv
Představitelé nacistického Německa po celé období trvání Protektorátu Čechy a Morava soustavně ignorovali a hrubě porušovali snad všechna ustanovení dosavadní československé ústavy, týkající se lidských práv. Od 21. června 1939 byla říšským protektorem vydána série diskriminačních protižidovských předpisů, z nichž prvním bylo Nařízení Říšského protektora v Čechách a na Moravě o židovském majetku, detailně definující Židy, a znemožňující Židům svobodně nakládat se svým majetkem, záhy následované nařízeními, znemožňujícími Židům podnikání.
S romským obyvatelstvem se postupovalo na základě říšských úředních předpisů, z nichž pro osud Romů byl jedním z prvních rasových opatření výnos říšského vůdce SS z 8. prosince 1938 o potírání cikánského zlořádu. V Protektorátu byli Romové po násilném a jednorázovém usazení všech kočujících osob od 2. srpna 1942 (Tag der Erfassung der Zigeuner - Den evidence Cikánů) koncentrováni spolu s míšenci a „osobami žijícími po cikánsku“ (např. potulnými řemeslníky) v tzv. cikánských táborech v Letech u Písku a Hodoníně u Kunštátu, odkud byli do srpna 1943 transportováni do vyhlazovacích koncentračních táborů.

## Odpor obyvatelstva proti německé okupaci v roce 1939

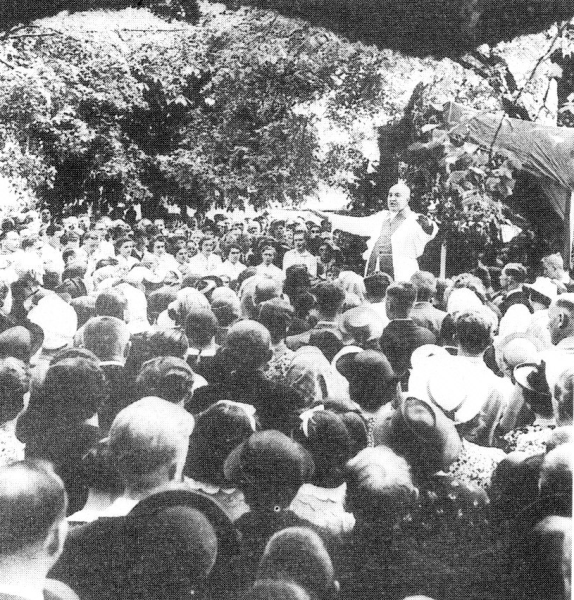
Národní pouť na Budči v létě roku 1939, která přerostla v manifestaci proti německé okupaci českých zemí

Evropa na vrcholu německé nadvlády (1942)
Německo (+ Protektorát Čechy a Morava a Generální gouvernement)
civilně řízená okupovaná území (říšské komisariáty) + loutkové vlády (Slovensko, Francie)
vojensky řízená okupovaná území

Krátce po obsazení českého území a zřízení Protektorátu byla okupační mocí spuštěna velká vlna zatýkání, tzv. „Akce mříže“ (Aktion Gitter). Při ní bylo zatčeno několik tisíc českých vlastenců, mezi nimiž bylo mnoho komunistů. Zatčeni byli také téměř všichni němečtí antifašističtí emigranti, kteří se předtím uchýlili do Československa. Bývalí vojenští představitelé začali již v březnu formovat ozbrojenou organizaci Obrana národa. Počítalo se s brzkým povstáním proti okupantům, ale vlna zatýkání v srpnu 1939 a německý útok na Polsko ukázaly nereálnost těchto plánů.
Spontánní reakce obyvatelstva na okupaci byla zásadně odmítavá a v každém směru protiněmecká. Šířil se bojkot všeho německého, poslouchal se zahraniční rozhlas, šířily se anekdoty. Byly bojkotovány německé filmové týdeníky, projevoval se nesouhlas při promítání v kinech i při divadelních představeních. Prvním výrazným protiněmeckým vystoupením byla pouť na Říp 30. dubna 1939, které se zúčastnilo zhruba 90 000 lidí. V květnu 1939 následovaly akce s protiněmeckými vystoupeními v pražském v chrámě Sv. Víta, u hrobu Františka Palackého a při převozu těla Karla Hynka Máchy na Vyšehrad.
Následující protestní vystoupení proti okupační moci byla na vrchu Křemešník na Pelhřimovsku, na Svaté Hoře u Příbrami, u sv. Antoníčka nad Blatnicí, na Budči a v Březových Horách. Také v květnu 1939 se v Moravské Ostravě sešlo u příležitosti dne matek na 80 000 lidí. Další manifestací byly oslavy výročí upálení mistra Jana Husa. Poutě ke sv. Vavřinečku u Domažlic 13. srpna 1939 se zúčastnilo 100 tisíc lidí, po ní byli odvlečeni do koncentračního tábora katolický kněz Tylínek a msgre. Stašek. Dne 20. srpna 1939 se konala další velká „protiokupační“ pouť na Hostýně, avšak další poutě a shromáždění již byly okupační správou zakázány.
Český národ se však nevzdával a dne 28. října 1939 se při příležitosti výročí vzniku Československa konaly manifestace v Praze i v dalších českých, moravských a slezských městech. Demonstrace v Praze byla brutálním způsobem za pomocí střelných zbraní gestapem rozehnána. Byl při ní zabit dělník Václav Sedláček, několik lidí bylo těžce zraněno, mezi nimi i student Jan Opletal, který pak na následky zranění dne 11. listopadu zemřel. Početní účastníci jeho pohřbu 15. listopadu 1939, který se stal manifestací proti německé okupaci, byli brutálně rozehnáni. Dne 17. listopadu 1939 byly na osobní příkaz Adolfa Hitlera přepadeny české vysoké školy a studentské koleje, ve kterých nacisté zbili a zatkli stovky studentů. Všech deset českých vysokých škol bylo téhož dne „na tři roky“ uzavřeno, ačkoli toto násilné opatření zůstalo v platnosti až do konce Protektorátu. Konkrétně šlo v Praze o Universitu Karlovu, Husovu evangelickou fakultu bohosloveckou, České vysoké učení technické a Akademii výtvarných umění, v Příbrami o Vysokou školu báňskou, v Brně o Masarykovu universitu, Českou vysokou školu technickou, Vysokou školu zemědělskou a Vysokou školu zvěrolékařskou a v Olomouci o Cyrilometodějskou fakultu bohosloveckou. V Protektorátu byly pak v činnosti již jen německé vysoké školy (tj. německá univerzita v Praze a německé vysoké školy technické v Praze a v Brně). Vedoucí představitelé českých vysokoškoláků byli zatčeni a popraveni, stovky českých studentů byly internovány v koncentračních táborech na německém území. Po těchto událostech byla okupační správou zavedena zcela neobvyklá represívní opatření, která nadále vyloučila veškeré možnosti otevřeného odporu vůči okupační moci. Český národ se však dále bránil. Všenárodní protinacistická jednota, spontánní projevy odporu, první kroky organizovaného ilegálního odboje a rozšiřování letáků a ilegálních časopisů, to vše vytvářelo českou rezistenci.

## Politické, společenské a kulturní důsledky okupace

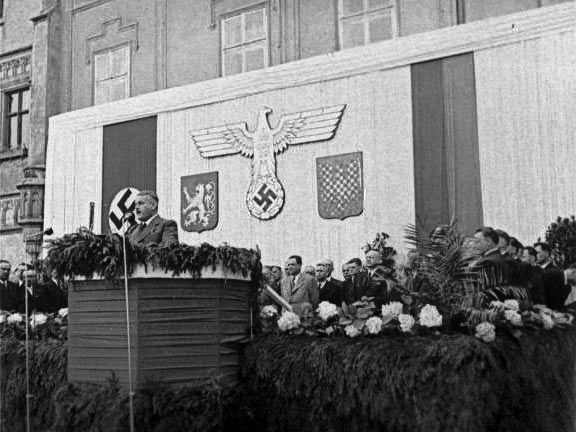
Projev předsedy protektorátní vlády Krejčího, Tábor 1942

Vedoucí představitelé státu v čele se státním prezidentem se stali fakticky loutkami úřadujícího říšského protektora. Jejich působení bylo rozporuplné – na straně jedné kolaborovali s okupační správou, na straně druhé byla snaha vytěžit pro české obyvatelstvo maximum možného. Státní správa a samospráva přecházela během okupace postupně do německých rukou. Ve větších městech, ve kterých byli starostové a zastupitelé Češi, byli na jejich místa dosazováni Němci. Postupně tato praxe přecházela i do menších měst a částečně na venkov. U veřejných zaměstnanců byla vyžadována povinná znalost němčiny. Politické strany byly zrušeny, díky aktivitám prezidenta Háchy vzniklo již v roce 1939 jednotné politické hnutí Národní souručenství, které se mělo stát organizátorem národní solidarity. Do této „strany“ se přihlásilo 98 % českých mužů.[zdroj?] Tímto vznikla půda pro určitou formu národního odboje, i když zde byly i rozdílné zájmy protektorátních orgánů či českých a moravských fašistů. Roku 1943 bylo Národní souručenství pro svůj ryze národní postoj rozpuštěno.
Československá armáda byla zrušena, vzniklo vládní vojsko, ve kterém sloužili někteří vojáci z povolání. Toto zhruba sedmitisícové lehce vyzbrojené vojsko bylo sice podřízeno německému vojenskému zmocněnci, avšak nikdy nezasáhlo do bojů na straně wehrmachtu. Vojáci byli až v roce 1944 posláni do Itálie k ochraně objektů, více než 700 z asi 5000 mužů přeběhlo k partyzánům, zbytek byl odzbrojen a nasazen na opevňovací práce. Jediný z dvanácti praporů, který zůstal v protektorátu, se v květnu 1945 přidal k pražskému povstání.

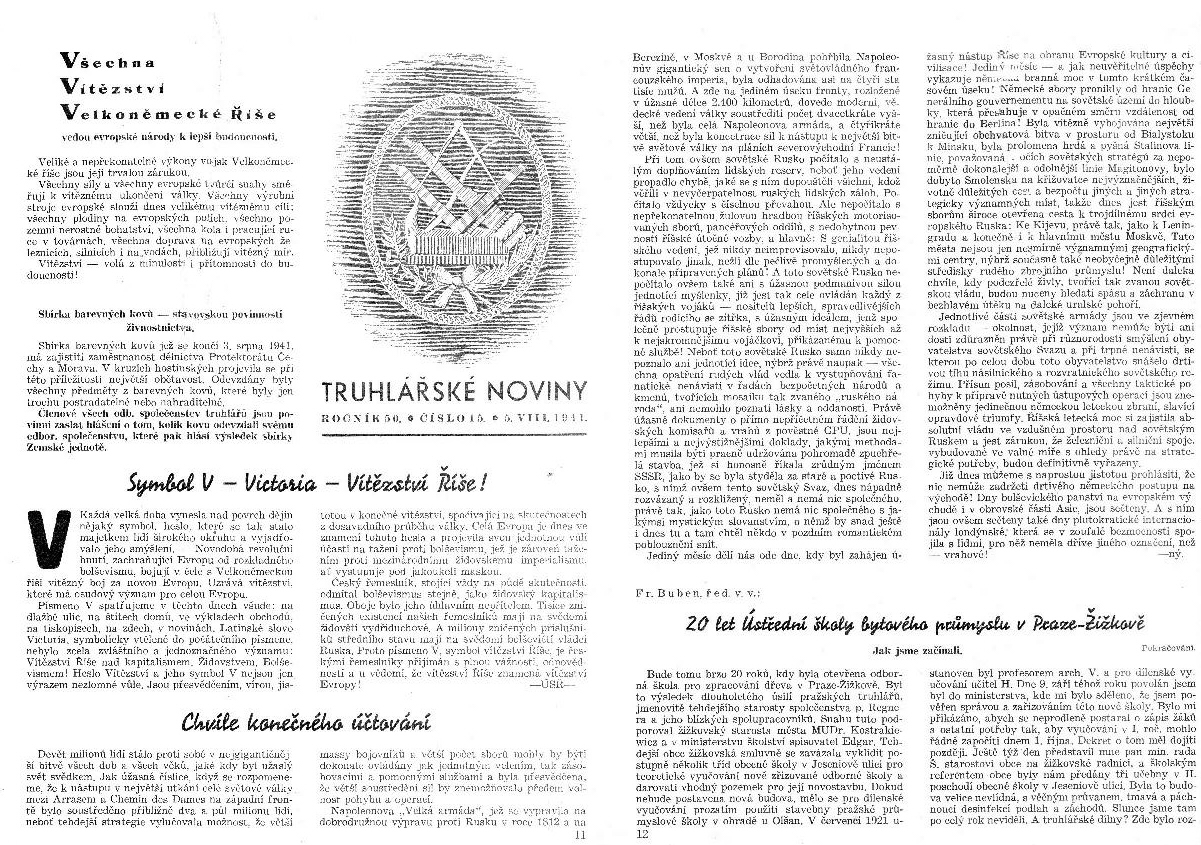
Propagandu o vítězství Velkoněmecké Říše musely hlásat i odborné časopisy

Bezpečnostní aparát – policie a četnictvo – se prakticky dostal do područí německé moci. Hlavní úlohu ve skutečnosti plnila německá státní policie (gestapo, Geheime Staatspolizei), která měla dvě řídící úřadovny – v Praze a v Brně, které na sobě nezávisely a podléhaly přímo IV. odboru Nejvyššího úřadu říšské bezpečnosti v Berlíně. Český bezpečnostní aparát byl činný pouze v případech běžných kriminálních činů či přestupků, nad ostatními záležitostmi bdělo gestapo, jemuž padlo za oběť mnoho českých obyvatel. Většina protektorátního četnictva se k vlastnímu národu zachovala loajálně. Mnozí jeho příslušníci se snažili varovat občany před případným postihem, četnictvo též bylo jednou ze složek, která aktivně působila v květnovém povstání českého lidu 1945. Po okupaci se stalo jedním z cílů gestapa zlikvidování veškerých snah o vytvoření podzemní sítě v boji za osvobození republiky. Přesto došlo k vytváření odbojových skupin, vydávání různých ilegálních časopisů (Český kurýr, V boj, „Detektivky,“ ilegální Rudé právo a další). Jejich úkolem bylo vytváření a podpora všech forem odporu proti nacistům. Od roku 1944 došlo ve větší míře k vytváření partyzánských skupin, které působily zejména v oblastech s vhodným terénem pro tuto činnost.
Nucená práce pro Říši (totální nasazení) – když začalo Německo pociťovat nedostatek vlastních dělníků, začalo na práci používat obyvatele území které obsadilo. V první polovině roku 1939 byli pracující na práci v Německu získáváni nábory,[zdroj?] ovšem postupem času byla vyhlášena pracovní povinnost pro několik ročníků mužů a žen. Byly zřízeny Úřady práce, byly zavedeny pracovní knížky a docházelo k nucenému odvodu českých občanů na práci v „Říši“, přičemž podmínky se neustále zhoršovaly. Celkem bylo v Německu totálně nasazeno zhruba 640 000 lidí z protektorátu, z toho asi 3 000 přišlo o život, další byli zraněni, vesměs při náletech.

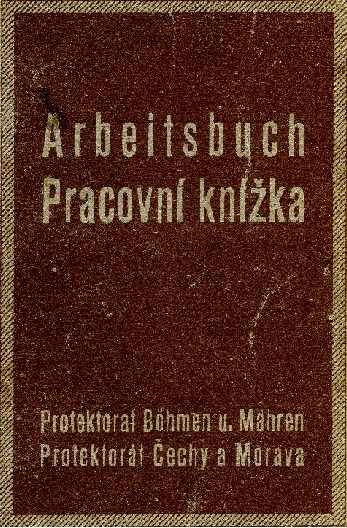
Pracovní knížka-Protektorát Čechy a Morava 1941 až 47, Vnější obal

Omezování českého školství a vzdělávání. Nejen že byly uzavřeny všechny české vysoké školy, ale od roku 1942 byl postupně omezován i počet studentů na gymnáziích a bylo zrušeno přes 50 středních škol. Počet studentů poklesl z 85 000 v roce 1939 na zhruba 35 000 v roce 1944. Kulturní život byl podřízen zájmům německé propagandy. Vydavatelskou a nakladatelskou činnost omezila přísná cenzura. Brzo po okupaci bylo zakázáno vydávat, prodávat a půjčovat anglickou, americkou, polskou, ruskou, jugoslávskou a zejména židovskou literaturu. Mnoho knih i hudebních děl se dostalo na index zakázané kultury. Lepší úděl měl český film, ačkoli rovněž podléhal velkému tlaku okupantů. V druhé polovině roku 1944 bylo vyhlášeno „totální válečné nasazení v Protektorátu,“ jehož opatřeními na poli kulturním bylo omezení písemnictví, časopisů, hudby, dále zákaz divadelních představení a výstav. Byla také uzavřena muzea.

## Hospodářské důsledky německé okupace

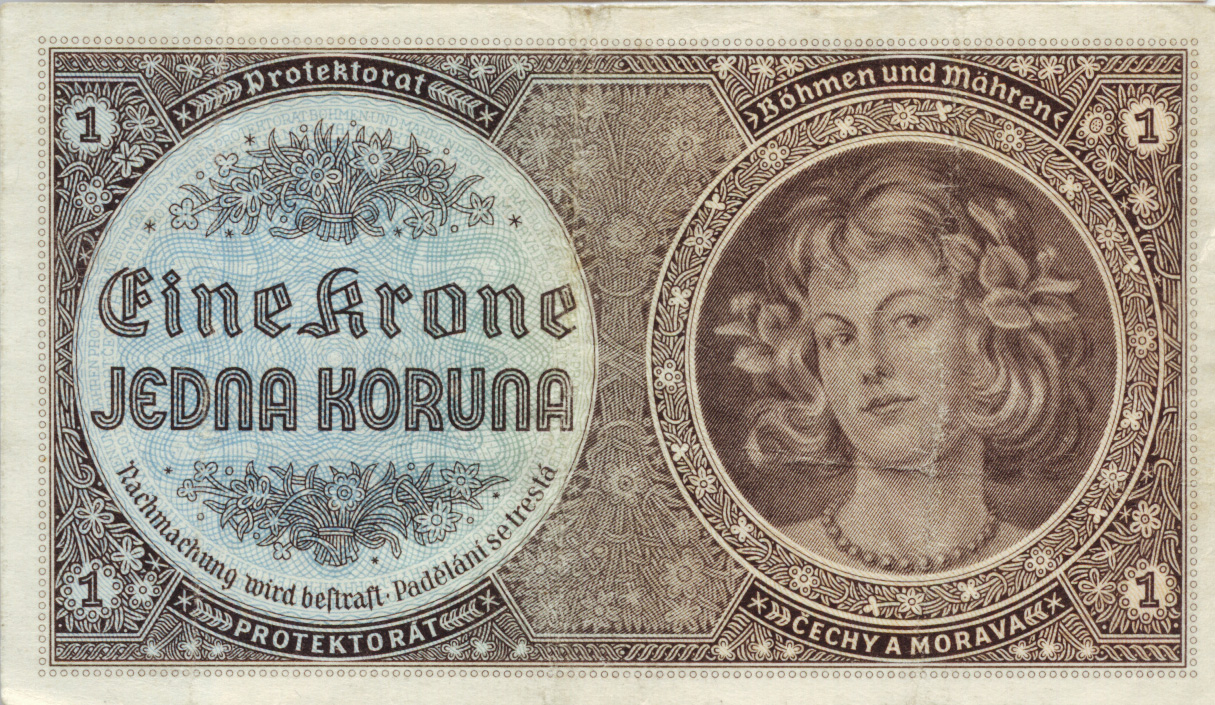
Protektorátní koruna – lícová strana

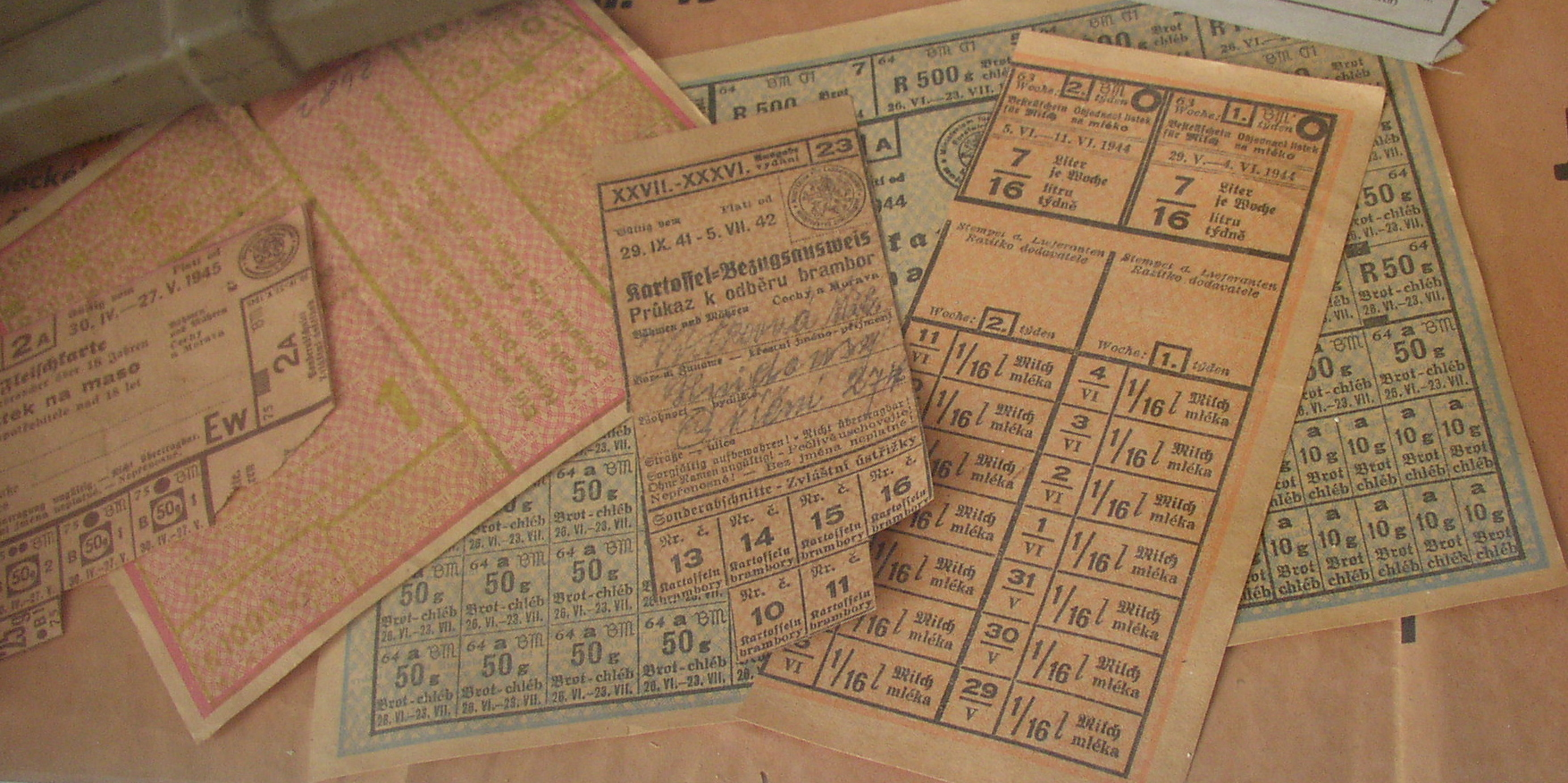
Potravinové lístky

Již v březnu 1939 byla zavedena „nucená správa“ hospodářských podniků, nařízeními se nuceně slučovaly některé podniky. Byly ustanoveny ústřední svazy průmyslu, obchodu, řemesel a dopravy, které de facto určovaly objem produkce, sortimentu, rozdělování surovin a prostředků. V průběhu roku 1939 již nacisté díky „nestandardním opatřením“ plně kontrolovali výrobu nejdůležitějších zbrojních podniků (Škodovka, brněnská Zbrojovka, Poldovka, Vítkovické železárny apod.) Říšskoněmecká kapitálová účast v Protektorátě se během okupace zvětšila více než desetkrát a německý kapitál postupně ovládal české podniky.
V zemědělství byly zřízeny jednotné stavovské korporace, byly stanoveny výměry ploch povinných osevů, povinné dodávky živočišné a rostlinné produkce za pevné výkupní ceny. Jednotliví výrobci si směli ponechávat pouze povolené množství těchto výrobků, na což dohlížely zvláštní kontrolní orgány. Ponechání si nějaké produkce načerno (porážky prasat, prodej obilí apod.) znamenalo přísné tresty. Z hlediska dlouhodobých cílů se Němci postupně hodlali zmocnit české půdy a kolonizovat okupovaný prostor, aby se stal trvalou součástí německého území. Germanizace „prostoru a lidí“, se začala rozbíhat již roku 1941. Její počáteční strategií bylo rozšíření německých „jazykových ostrovů“ kolem Jihlavy, Brna, Olomouce, Ostravy a dalších měst. Násilně byli vystěhováváni obyvatelé např. na Neveklovsku, Milovicku nebo na Drahanské vrchovině. Celkem si tak okupanti přisvojili do roku 1945 přes půl milionu hektarů zemědělské půdy.
Po okupaci byl oficiálně vyhlášen kurs marky a koruny 1:10, ačkoliv skutečný poměr byl 1:6-7. Ihned po okupaci příslušníci německé armády skupovali ve velkém české zboží. Obchod se zahraničím byl usměrňován dle potřeb Německa. Pod přímý vliv se dostaly i banky a pojišťovny, přičemž během okupace docházelo k jejich soustavnému drancování. Finanční toky se dostaly plně pod kontrolu Německa. Protektorát byl nucen platit tzv. „válečnou daň“, která v roce 1940 činila 3 miliardy korun, roku 1944 již 12 miliard korun. Německo finančními machinacemi připravilo český stát během okupace o 43 tun ryzího měnového zlata.
V září 1939 byly zavedeny potravinové lístky pro tři kategorie českého obyvatelstva – obyčejné spotřebitele, těžce pracující a velmi těžce pracující. V kategorii běžného spotřebitele bylo možno odebrat za týden následující množství potravin: 2900 g chleba, příp. 1200 g chleba a 900 g mouky, 500 g masa nebo masných výrobků, 210 g jedlých tuků, 2 litry mléka. V prosinci 1939 byly zavedeny šatenky na textil a poukazy na obuv. Se zhoršující se hospodářskou situací byly postupem času příděly potravin snižovány, a ceny na černém trhu se vyšplhaly závratným tempem nahoru (během 6 let i o 2000 %)[zdroj?].

## Vztah Čechů a Němců za okupace

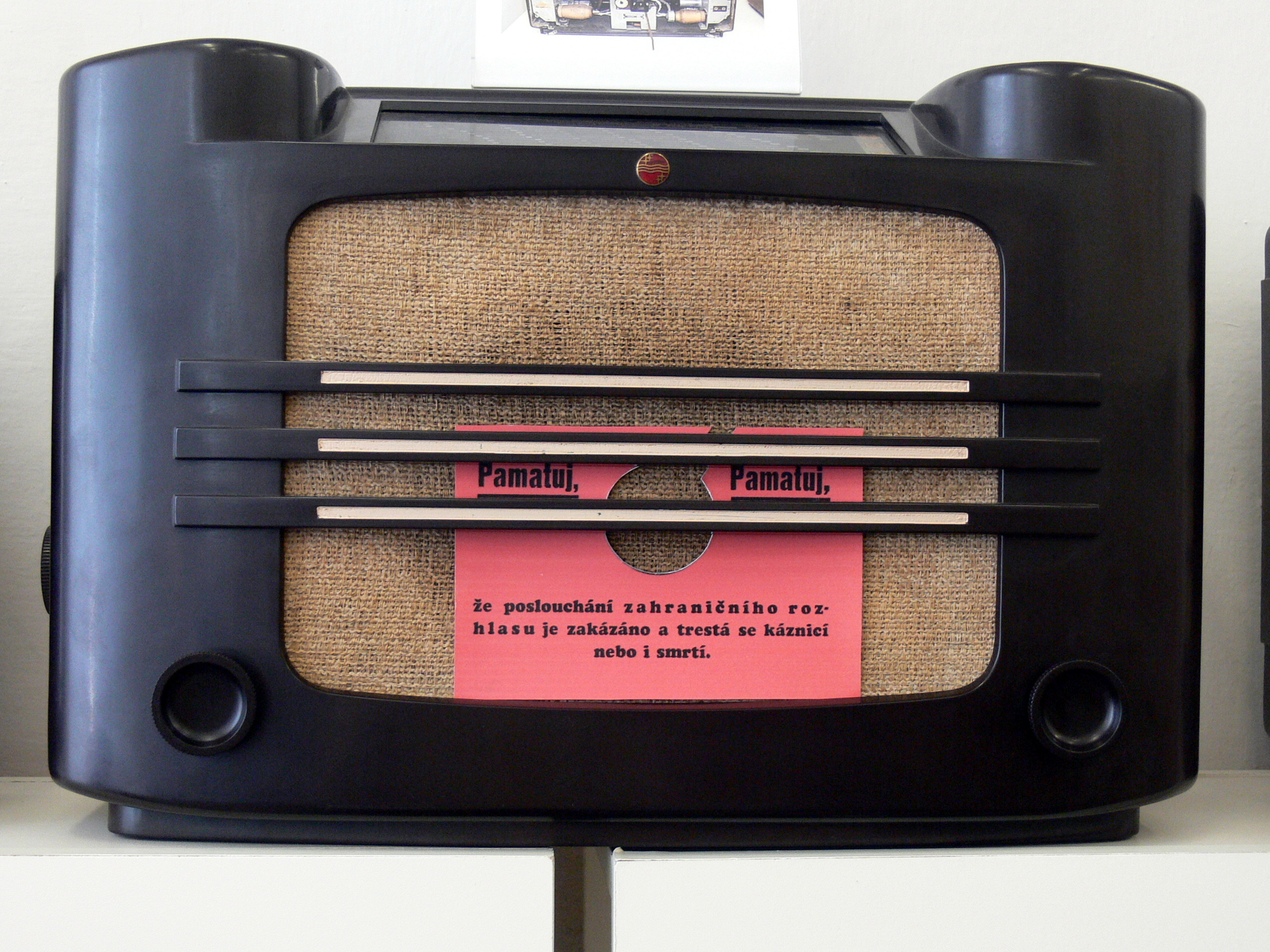
Poslouchání zahraničního rozhlasu se trestalo i smrtí

Již od nástupu Adolfa Hitlera k moci v Německu došlo v českých zemích ze strany českých Němců k vzrůstu nacionalismu a antislavismu, který byl doveden do extrémní podoby, jehož konečným cílem měla být likvidace a deportace Čechů. Nepřátelské postoje spojené s násilím a výhrůžkami se staly součástí politiky českých Němců, kteří byli v drtivé většině reprezentováni Sudetoněmeckou stranou, již v předválečném období.
Po podepsání Mnichovské dohody a vyhnání části Čechů z pohraničních oblastí se stali čeští občané, kteří v pohraničí zůstali, občany II. kategorie. Do stejné pozice se dostali Češi po okupaci zbytku republiky. Němci z Protektorátu, kteří se valnou většinou postavili na stranu okupační moci, představovali podle německé ideologie privilegovanou horní vrstvu, tzv. Oberschicht, zatímco Češi byli dolní vrstvou, tzv. Unterschicht. Jedním z názorných příkladů zvýhodňování Němců byl zavedený přídělový systém v Protektorátu, kde byly odstupňované příděly potravin podle označení – D pro Němce (nejvyšší), T pro Čechy (snížené), J pro Židy (nejnižší).[zdroj?] Po nastoupení Reinharda Heydricha jako zastupujícího říšského protektora v září 1941 byly německé a české příděly sjednoceny.[zdroj?] Okupační předpisy dále stanovily, že český sedlák musel odevzdávat vyšší dodávky než sedlák německý.[zdroj?] Znevýhodňování Čechů se projevovalo prakticky ve všech oblastech každodenního života. Toto své výsadní postavení, které Němci za války a okupace Čech a Moravy dále posilovali, mělo spolu se zločiny nacistického Německa za následek čím dál tím větší odpor a nepřátelství českého obyvatelstva vůči nim. Nejen Češi, ale i lidé ostatních národů, které se staly obětí německého nacismu, začali klást rovnítko mezi slova Němec, nacista, fašista a nepřítel.

## Teror nacistů na obyvatelstvu Protektorátu, oběti nacismu
Již těsně po okupaci byla přijata opatření, na které nebyli lidé, vychovaní v demokratickém státě, zvyklí. Teror obyvatelstva začal po 28. říjnu 1939 po sérii protinacistických vystoupení. Německá okupační správa vytvořila politiku cukru a biče, jelikož si byla vědoma toho, že při trvání války bude potřebovat české kvalifikované dělnictvo i ostatní obyvatelstvo pro své dobyvačné cíle. Do jisté míry se tento plán dařil. Po vítězném ukončení války mělo dojít ke konečnému řešení české otázky v rámci nacistického plánu genocidy slovanských národů tzv. Generalplan Ost. Do té doby však potřebovala klid a pořádek, a tak začala s popravami všech, kteří se jí jakýmkoliv způsobem vzpouzeli. Lidé byli odsuzováni k trestu smrti, posíláni do koncentračních táborů či na nucené práce. Tyto oběti nacismu se měly stát pro ostatní občany odstrašujícím příkladem toho, jak s nimi bude zacházeno, pokud se budou jakýmkoliv způsobem stavět proti okupační moci.
Uvádí se, že za okupace Čech a Moravy a za samostatného Slovenského státu zahynulo asi 343–360 tisíc československých občanů, z toho asi 265–270 tisíc Židů (viz Oběti nacismu z Československé republiky). Do tohoto počtu nejsou zahrnuty osoby, které zemřely po ukončení války na následky dlouhodobého věznění, týrání či nucených prací.

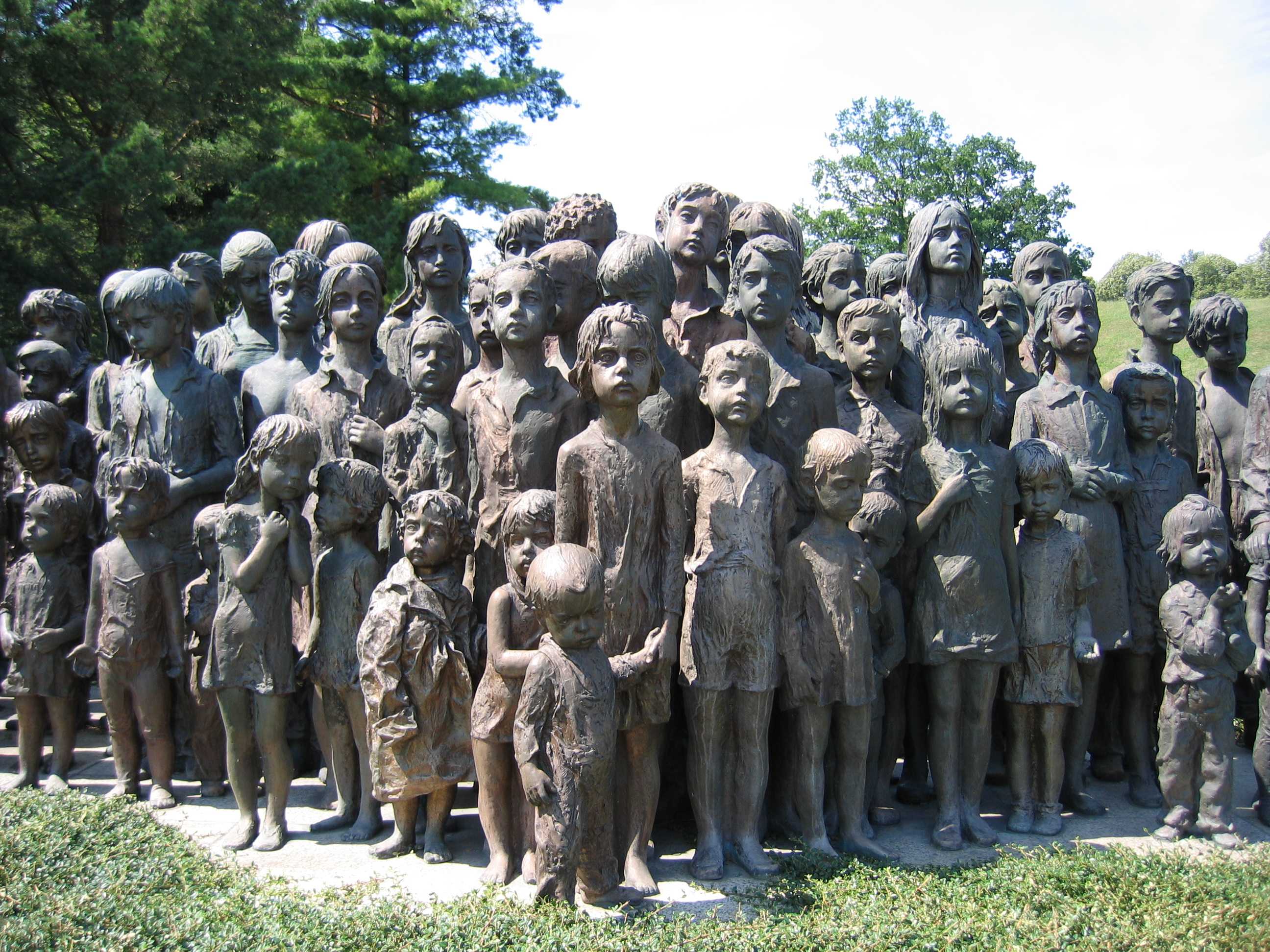
Sousoší 82 lidických dětí zavražděných v táboře Chełmno 2. července 1942
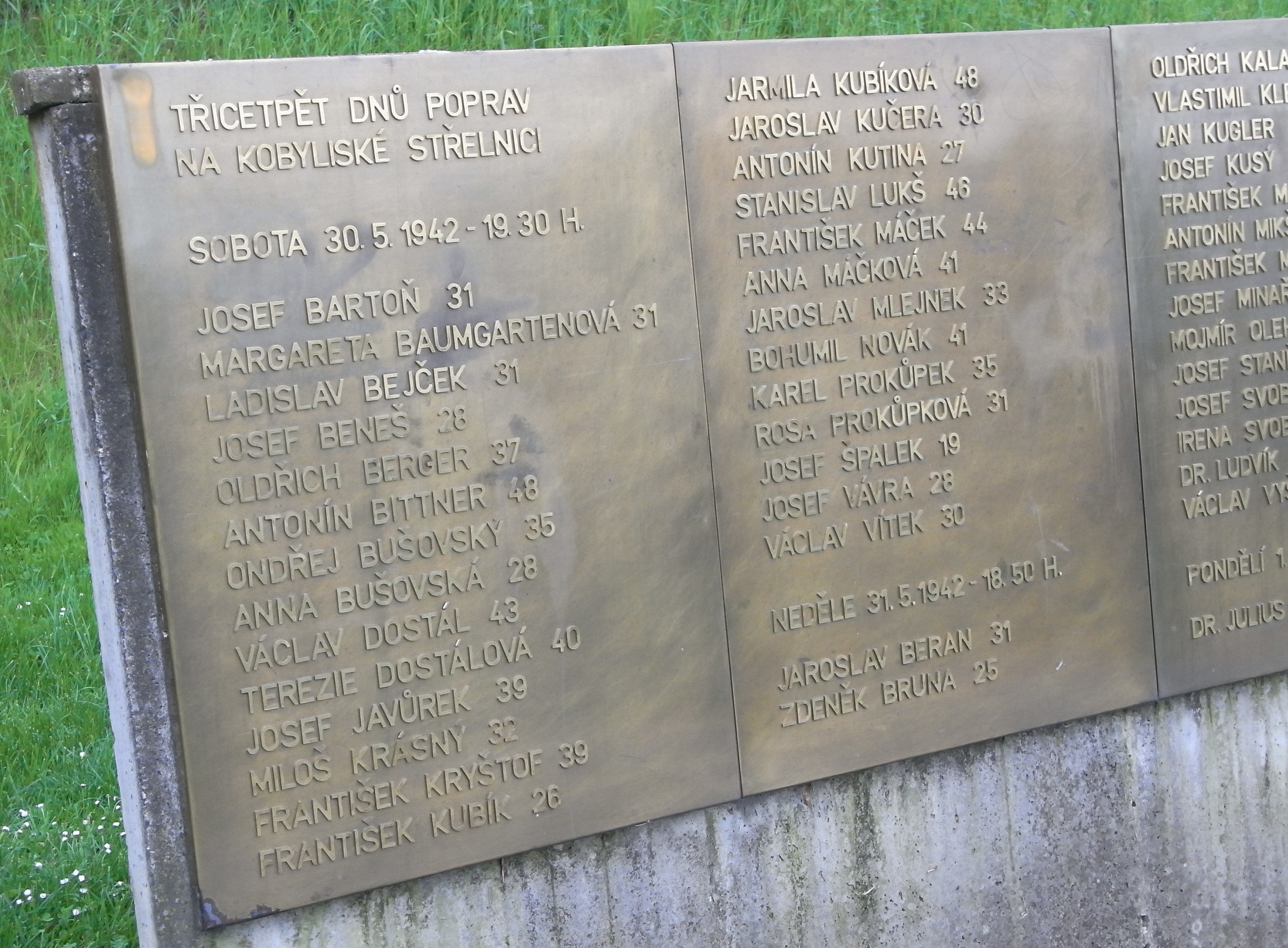
Seznam popravených na Kobyliské střelnici v Praze
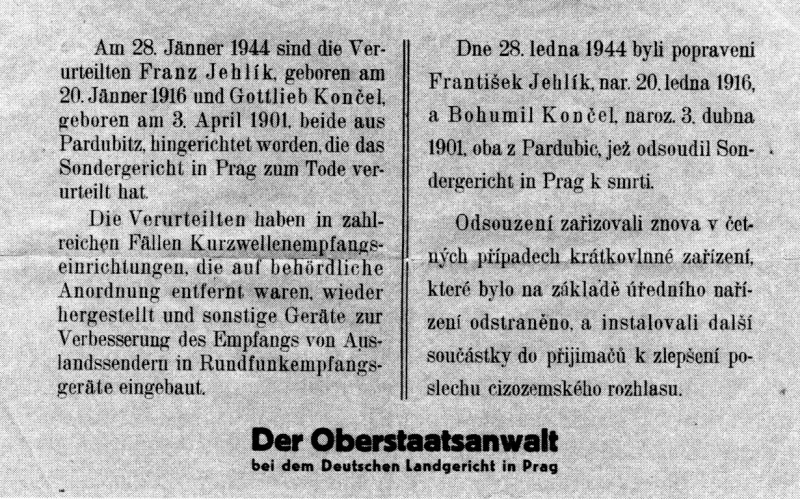
Oznámení o popravách za zdokonalení radiopřijímače pro poslech zahraničního rozhlasu
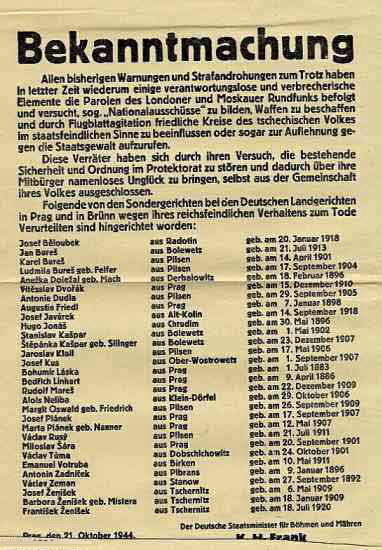
Německá vyhláška uveřejňující jména popravených Čechů, 21. října 1944

## Život v protektorátu

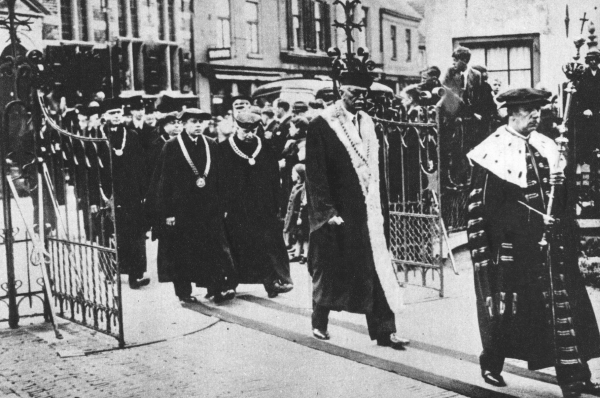
Pohřeb zabitého Jana Opletala se změnil v protiněmeckou demonstraci

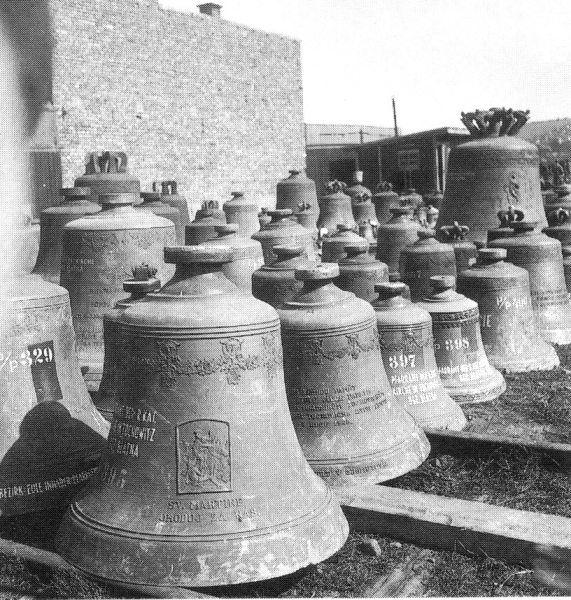
V letech 1941–1942 probíhalo na území protektorátu masívní rekvírování zvonů pro účely německé armády

Na podzim roku 1939 dali nacisté neněmeckému obyvatelstvu jasně najevo, že nepřipustí jakékoliv projevy odporu či kritiky „nových pořádků.“ Nálada ve společnosti byla chmurná a ovlivňovaly ji i další události druhé světové války – rychlá porážka Polska, pakt Hitlera se Stalinem i nečinnost francouzské a britské armády. Byly přijímány nepopulární kroky, jako byl přídělový systém, nucená práce, dvojjazyčné nápisy, konfiskace zvonů, přejmenovávání ulic, preferování všeho německého, omezování kulturního a společenského života atd. Ve městech byl již patrný nedostatek potravin, a tak okupační správa propagovala a povolila domácí chov králíků. Též docházelo k zavádění norimberských zákonů, arizaci majetku židovského obyvatelstva či k přidělování domů a bytů Židů německým přistěhovalcům z Říše. Poštovní historie Protektorátu Čechy a Morava začíná dnem 13.4.1939, kdy jako první známky byla vydána známka 1 K s portrétem T. G. Masaryka (kat. POFIS 352) a 30 h Letecká, obě s nápisem ČESKO-SLOVENSKO. Tyto známky byly připravovány jako první známky pro republiku v pomnichovské době. K jejich vydání už ale nedošlo, protože byla nahrazena Protektorátem Čechy a Morava.
Ani rok 1940 nepřinesl lepší vyhlídky, zvláště poté, když spojenecká vojska utrpěla rozhodující porážku a Francie kapitulovala. Pokračovala plíživá germanizace. Karl Hermann Frank vydal tajné memorandum o konečném řešení české otázky, což se ale neutajilo, protože již bezprostředně po tom pražská služebna SD (Sicherheitsdienst) konstatovala, „že se mezi Čechy šíří pověsti o přesídlení českého národa do Ruska nebo do nějaké kolonie a že po válce nastane úplná germanizace.“ Postupně byly připravovány plány o vysídlení určitých oblastí v Čechách a na Moravě, kterými by došlo k rozbití souvislého osídlení českým obyvatelstvem, přičemž některé z nich začaly být uskutečňovány. Do českých zemí byli zváni Němci z Besarábie (z Rumunska), kteří byli rozmisťováni na uloupených zemědělských usedlostech. Dlouhodobý plán předpokládal, že pro Čechy bude postupně vyloučena možnost studia na vysoké a střední škole a jediným vzděláním pro ně bude základní čtyřtřídní škola.

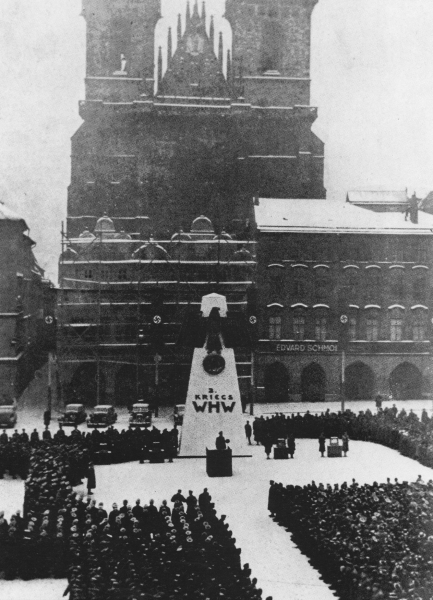
Od zimy roku 1941, kdy vojáci Wehrmachtu trpěli vlivem nedostatku teplého oblečení a v důsledku mrazů v Sovětském svazu chladem, se konaly v Německu i na obsazeném evropském území sbírky zimního ošacení a prádla – tzv. zimní pomoci – Winterhilfe

Na demonstracích za národní svébytnost se často podílela katolická církev. Při bohoslužbách se zpívala národní hymna a svatováclavský chorál. Církevní poutě pak často nabývaly charakteru národních manifestací.
| „                                       | Minulý rok vedl v úhrnném výsledku k zatvrzení Čechů v jejich základním protiněmeckém postoji, přetrvávajícímu z prvního roku Protektorátu. Upevnění a prohloubení národního odporu se projevilo rovnoměrně ve všech oblastech života. V kulturním a společenském životě převládala vesměs protiněmecká atmosféra, která četné spolky a sdružení vehnala do ilegality a přivodila jejich likvidaci ze strany Státní policie. Duchovenstvo všech vyznání prokazovalo svůj základní, převážně šovinistický postoj. České úřednictvo státního i správního aparátu usilovalo v interním služebním provozu o pasivní rezistenci vůči německým opatřením a všeobecným zájmům říše. Rovněž ve stranickopolitickém životě Čechů byla trvale vyvíjena ilegální činnost – často též vedoucími osobnostmi –, jejímž nezbytným důsledkem byla četná zatčení. | “ |
| — Zpráva Sicherheitsdienstu za rok 1940 | |   |

Rok 1941 se stal do jisté míry rokem naděje. Německo po prohrané letecké bitvě s Anglií vzdalo plány na invazi na britské ostrovy. Když navíc přepadlo Sovětský svaz, lidé začali věřit tomu, že se karta obrátí a sovětský lid ve Velké vlastenecké válce zvítězí. Aktivizoval se odboj, rozmáhaly se sabotáže, v továrnách docházelo ke stávkám. Když se však v září stal zastupujícím říšským protektorem Reinhard Heydrich, situace se změnila. Heydrich pronesl při nástupu svůj památný tajný projev, který se týkal plánů na likvidaci českého národa. Bylo vyhlášeno první stanné právo, které otřáslo ilegálním odbojem (první generace odbojářů byla de facto zlikvidovaná) i všeobecným odporem. Byly zřízeny německé stanné soudy, které se vymykaly jakékoli kontrole i ze strany nacistických justičních orgánů. Heydrich také zintenzivnil deportace českých Židů do koncentračních táborů. Tato brutální politika přinesla nacistům ovoce v podobě hlasů ze zahraničí, že Češi jsou vcelku loajálními a spokojenými příslušníky Říše a že o vnitřním odboji lze stěží mluvit. Také proto exilová vláda v Londýně vyslala do Protektorátu parašutisty s úkolem Heydricha zlikvidovat.

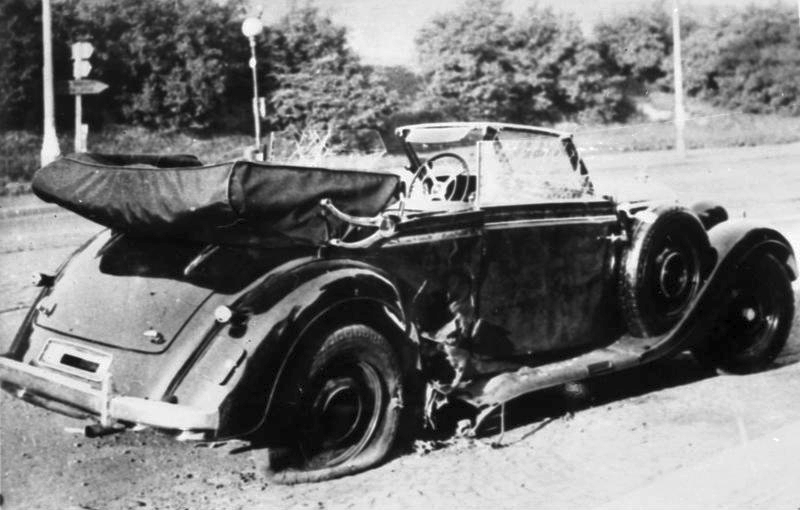
Poničený vůz R. Heydricha po atentátu

Stav klidu a ukolébání se změnil až 27. května 1942, kdy českoslovenští parašutisté provedli atentát na zastupujícího říšského protektora Heydricha; Heydrich na následky atentátu zemřel. Téhož dne bylo znovu vyhlášeno stanné právo a popravy se rozjely s ještě větší brutalitou. 10. června byla vypálena vesnice Lidice, muži byli zastřeleni, ženy s dětmi poslány do koncentračních táborů, některé „rasově vhodné“ děti byly předány na výchovu do německých rodin. Na Kobyliské střelnici v dnešní Praze 8 byl 19. června 1942 popraven bývalý předseda protektorátní vlády a hrdina domácího odboje generál Alois Eliáš. 24. června 1942 došlo k vypálení osady Ležáky na Chrudimsku. Všichni dospělí byli popraveni 24. června 1942 na pardubickém Zámečku, děti odeslány do koncentračního tábora. Přežily jen dvě. 3. července 1942 bylo zrušeno stanné právo a život se začal dostávat pomalu do normálních kolejí. Toho dne se také konalo shromáždění na Václavském náměstí, kterého se pod nátlakem účastnilo více než 200 000 lidí a při němž se uskutečnil slib národa u pomníku sv. Václava.
Rok 1943 byl více než nadějný. Po porážce německých vojsk u Stalingradu, následné porážce u Kurska a vylodění spojeneckých vojsk v Itálii už málokdo věřil v Hitlerovo vítězství. Znovu se aktivoval odboj, začaly vznikat organizované skupiny provádějící sabotáže a v horských zalesněných oblastech byly zakládány partyzánské skupiny. Rostoucí renomé Sovětského svazu podpořilo činnost komunistů a jejich aktivita vzrůstala s přibližující se frontou.
V roce 1944 došlo k rozmachu partyzánských skupin, které byly podporovány a zásobovány Sověty. Dne 20. července 1944 byl spáchán atentát na Hitlera, po kterém přišla v rámci „totální mobilizace“ zásadní omezení postihující prakticky všechny oblasti života. Ve srovnání s rokem 1939 klesly příděly potravin o polovinu.[zdroj?] 20. srpna byla zveřejněna „Opatření k totálnímu nasazení v Protektorátu,“ kterým byla např. zakázána veškerá činnost, která nesouvisela s válečným úsilím, omezila se „úředničina“, fungování pojišťoven a bank, byla zrušena většina časopisů, železnice směla přepravovat jen pracující (ne např. lidi na výlety apod.), byla omezena kultura i sport. Lidé však věřili, že Protektorát (posměšně se mu říkalo „Protentokrát“) nebude mít dlouhého trvání.

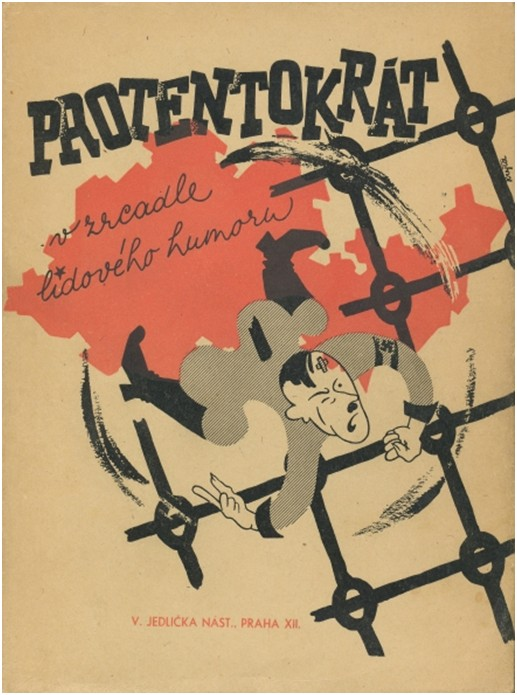
Protentokrát v zrcadle lidového humoru

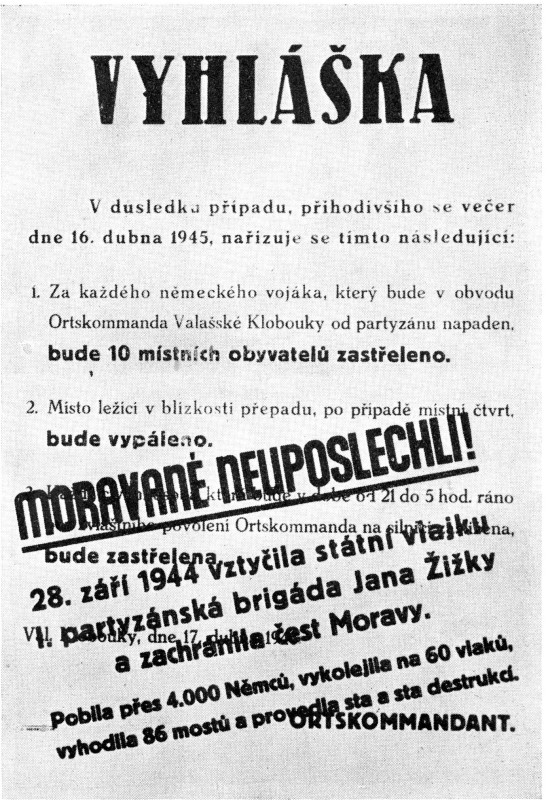
Partyzánská odpověď německé vyhlášce

Na začátku roku 1945 se již válka pozvolna chýlila ke konci, ale Adolf Hitler chtěl bojovat až do úplného konce. Došlo k vyvrcholení odboje, na což okupanti reagovali drastickými opatřeními, kdy byly popravovány civilní osoby, u nichž stačilo pouhé podezření z pomoci partyzánům. Byli pověšeni na stromech a jejich těla byla po středověkém způsobu sňata až za 24 hodin. Lidé byli nuceně nasazováni na kopání zákopů a stavění překážek proti postupující Rudé armádě. Němci měli zpracovánu strategii ARLZ (uvolnění – ochromení – vyklizení – zničení), která spočívala v evakuaci a zničení všeho cenného před nepřítelem (taktika spálené země). Do Čech a na Moravu začali přicházet tzv. „národní hosté“, což byli Němci, kteří prchali z východního Pruska a Slezska před postupující Rudou armádou.
Dne 20. března 1945 vydal Hitler tzv. „Neronův rozkaz“ podle kterého pod sankcí okamžitého zastřelení žádný Němec nesměl zůstat na jakémkoliv území získaném spojenci, veškeré stavby a zařízení měly být před evakuací zničeny. Přes České země tak prchaly další statisíce Němců, včetně sudetských Němců z Moravy a Slezska, do částí Německa neobsazených spojeneckými vojsky. Přes Protektorát i české pohraničí přecházely i kolony zajatců z koncentračních táborů, kteří absolvovali pochody smrti, při nichž docházelo k drastickým scénám, brutalitě a násilným úmrtím. V prostoru Českých zemích se nacházela skupina armád Mitte (Střed) pod velením polního maršála Ferdinanda Schörnera. Vedle armády plnila svoji úlohu i domobrana – Volkssturm, němečtí civilisté, kteří byli připravováni na příchod fronty. Volkssturm měl na starost opevňovací práce, jeho příslušníci bývali nasazováni ke střežení železničních tratí a mostů, do pátracích akcí proti uprchlým válečným zajatcům i proti partyzánům. Ke konci války fanaticky bojovali proti Rudé armádě do posledního náboje, poté odhodili zbraň a splynuli s civilním obyvatelstvem. V dubnu již byly osvobozeny východní části Moravy a zbytek Protektorátu se stal útočištěm miliónové německé armády. Teror nacistů neustal ani v samém závěru války. Ještě 2. května 1945 došlo v Malé terezínské pevnosti, která se za druhé světové války stala synonymem utrpení především židovského obyvatelstva, k poslední popravě 56 českých a moravských vlastenců. Dne 5. května přepadla jednotka Waffen SS moravskou obec Javoříčko, všechny muže starší 15 let povraždila a vesnici vypálila. Národní boj proti německé okupaci vyvrcholil celonárodním povstáním v květnu 1945, kterého se aktivně účastnilo asi 130 000 osob, což bylo druhé největší bojové vystoupení českého národa v moderních českých dějinách (největší byla první světová válka, ve které bojovalo asi 1,4 milionu Čechů). Osvobozením území spojeneckými vojsky Protektorát zanikl a byla obnovena Československá republika.

## Hrdinství versus kolaborace

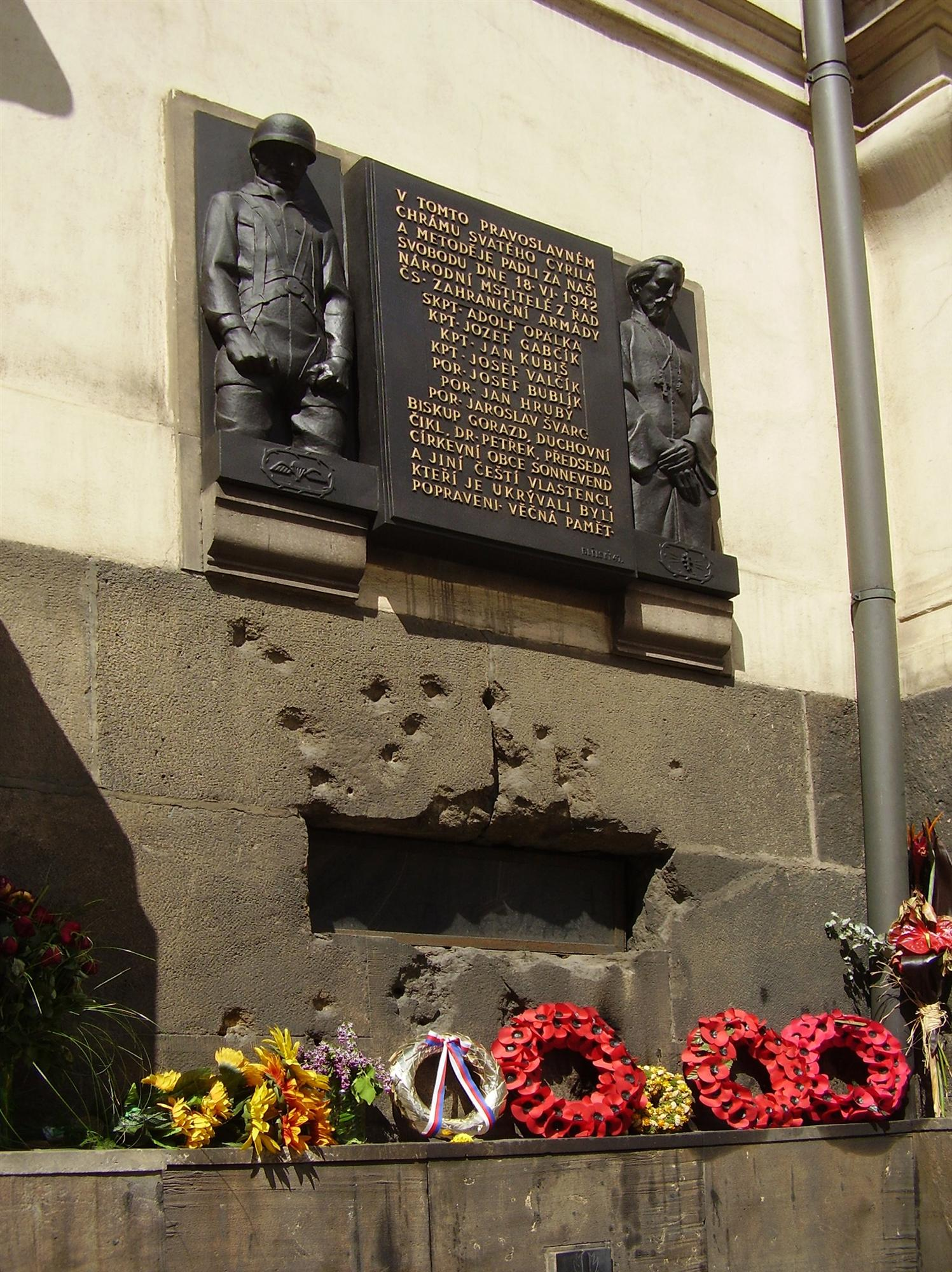
Památník parašutistům, kteří provedli atentát na R. Heydricha

Odtržení pohraničí, okupace okleštěných Čech a Moravy a zřízení Protektorátu bylo přijato českým obyvatelstvem v drtivé většině odmítavě. V čele těch, kteří se postavili proti znásilnění své země a kteří mnohdy položili oběť nejvyšší, byli aktivní členové odboje či muži, kteří uprchli bojovat do zahraničí za svou vlast. V době represí se ukazoval morální charakter každého jedince, který se musel postavit ke každodenním problémům, které byly komplikovány brutálním postojem okupační moci. V zemi docházelo téměř nepřetržitě k sabotážím všeho druhu. V továrnách se snižovala produktivita práce (heslo PP – „pracuj pomalu“), vyráběly se zmetky, vlakové soupravy měly přeřezané vzduchové hadice brzd, záměrně bylo poškozováno telefonní a elektrické vedení. Lidé to činili s vědomím, že jim za tento čin hrozí jediný trest – smrt. Celkově však zbrojní výroba na území protektorátu splňovala požadavky okupační správy.
Daleko v horší situaci se nacházeli občané například v případě, že byli neznámými lidmi požádáni o přístřeší. Mohlo se jednat o odbojáře, sestřeleného zahraničního letce, ale i o provokatéra gestapa. Pokud se člověk rozhodl pomoci, hrozil trest smrti nejen jemu, ale i celé rodině. Pak to, co se jeví jako hrdinství, se dalo chápat jako hazardérství a ohrožování vlastní rodiny. Jestliže občan odmítl v takovém případě pomoci, pak se to mohlo jevit jako zbabělost, nebo také jako odpovědnost vůči vlastní rodině. V těchto mezních situacích, kdy se jednalo o život vlastní a životy nejbližších, se projevovaly charaktery i postoje každého jedince.
Na druhé straně tohoto pomyslného žebříčku stojí lidé, kteří zradili český národ a kolaborovali s Němci, a to buď otevřeně, nebo skrytě jako konfidenti gestapa. Tito udavači v mnoha případech po válce převlékli kabáty a pod příslibem beztrestnosti se stali agenty komunistické státní bezpečnosti. Na jižní a jihovýchodní Moravě působily iredentistické a separatistické skupiny Národopisná Morava a Moravská nacionální sociální strana.
Po válce bylo přibližně 10 000 lidí souzeno za nejrůznější typy kolaborace, z toho 730 bylo popraveno. Většina souzených byla nakonec osvobozena.

## Správní členění
Území protektorátu se členilo na dvě země, jimiž byly územně okleštěné země Česká a Moravskoslezská (přejmenovaná na zemi Moravskou). Součástí protektorátu zůstala malá část území tehdejšího českého Slezska, tvořená politickým okresem Frýdek po drobných územních úpravách v důsledku polského záboru v roce 1938. K 1. listopadu 1940 provedla protektorátní vláda svým nařízením č. 388/1940 „O některých změnách obvodů zemských úřadů v Praze a v Brně“ znatelnou úpravu zemské hranice mezi Čechami a Moravou. Ke stejnému datu vstoupilo v platnost i související vládní nařízení ze dne 26. září 1940, č. 389 Sb., kterým se upravují obvody a sídla některých okresních úřadů, jímž se měnilo vymezení několika politických okresů, přičemž se jiné politické okresy rušily. Země se dále členily na oberlandráty, které byly seskupením politických okresů. V letech 1939–1945 došlo k několika podstatným změnám členění na oberlandráty.

### Správní členění v letech 1939–1940
| země Česká       | |
| České Budějovice | politický okres České Budějovice, politický okres Týn nad Vltavou, politický okres Jindřichův Hradec, politický okres Třeboň                                                                                           |

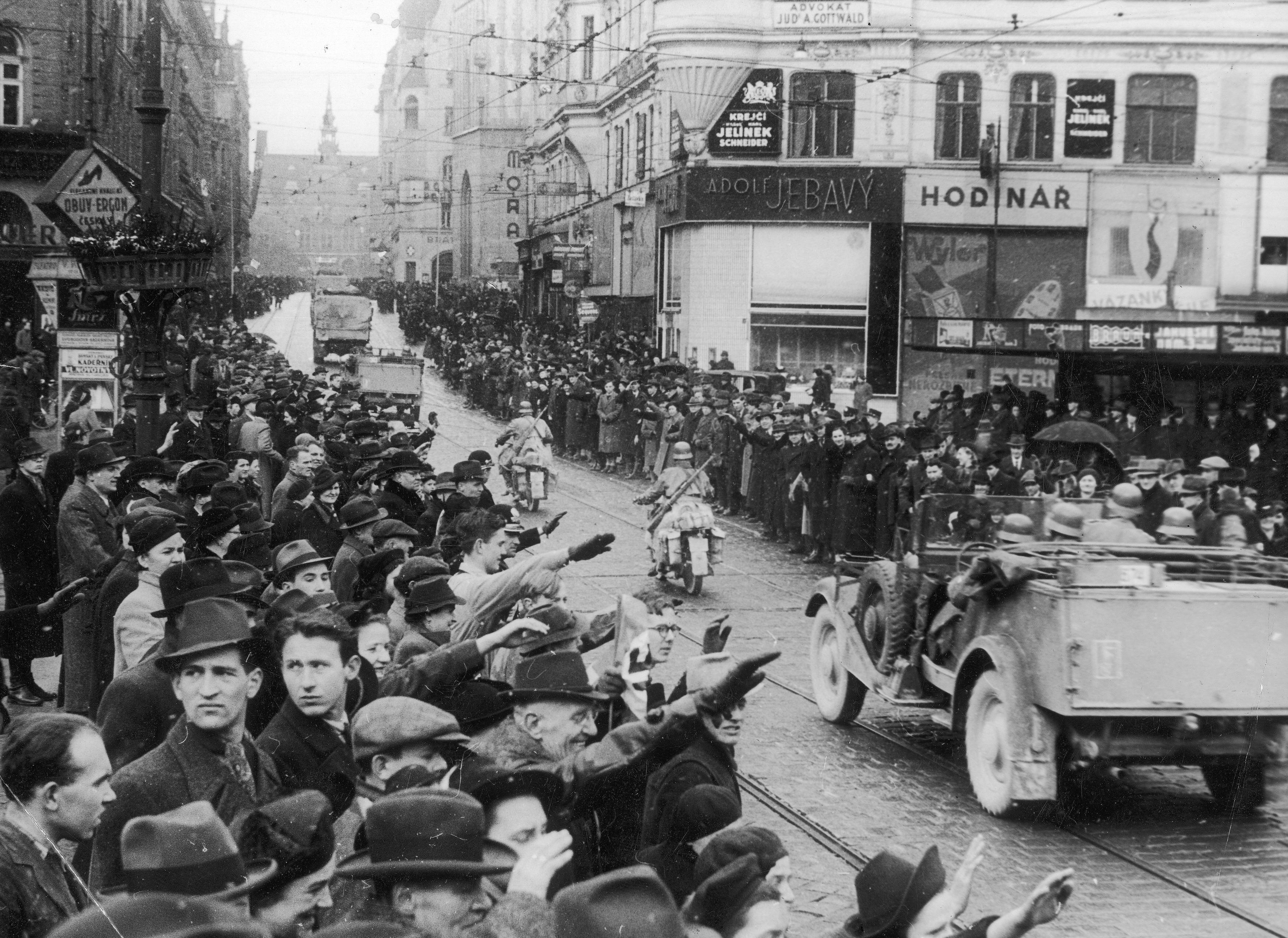
Moravští Němci, jejichž menšina byla v Brně početná, vítají 16. března 1939 příjezd německého vojska

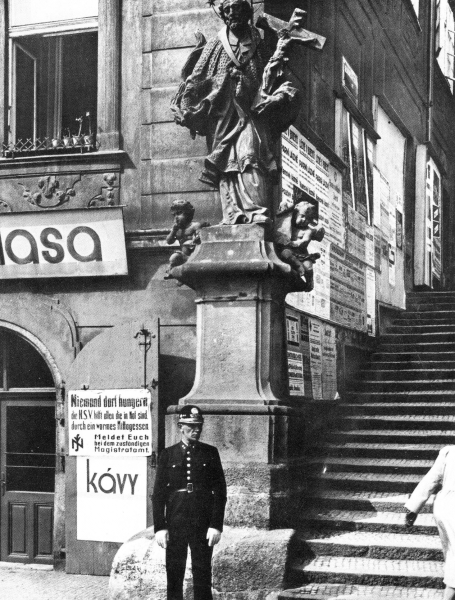
Krátce po začátku okupace provedli Němci propagandistickou akci na údajnou „pomoc hladovějícím Čechům,“ která však skončila fiaskem, pojízdné kuchyně byly staženy zpět do Německa a výdejny jídla byly zrušeny

| Havlíčkův Brod   | politický okres Chotěboř, politický okres Německý Brod, politický okres Humpolec, politický okres Kamenice nad Lipou, politický okres Ledeč nad Sázavou, politický okres Pelhřimov, politický okres Vlašim             |
| Jičín            | politický okres Hořice, politický okres Jičín, politický okres Mladá Boleslav, politický okres Mnichovo Hradiště, politický okres Nová Paka, politický okres Semily, politický okres Jilemnice, politický okres Turnov |
| Kladno           | politický okres Beroun, politický okres Kladno, politický okres Louny, politický okres Rakovník, politický okres Slaný                                                                                                 |
| Klatovy          | politický okres Blatná, politický okres Klatovy, politický okres Přeštice, politický okres Sušice, politický okres Strakonice, politický okres Domažlice                                                               |
| Kolín            | politický okres Český Brod, politický okres Kolín, politický okres Kutná Hora, politický okres Nový Bydžov, politický okres Nymburk, politický okres Poděbrady, politický okres Čáslav                                 |
| Hradec Králové   | politický okres Hradec Králové, politický okres Dvůr Králové nad Labem, politický okres Náchod, politický okres Nové Město nad Metují, politický okres Rychnov nad Kněžnou, politický okres Žamberk                    |
| Mělník           | politický okres Brandýs nad Labem, politický okres Kralupy nad Vltavou, politický okres Mělník, politický okres Roudnice nad Labem                                                                                     |
| Pardubice        | politický okres Chrudim, politický okres Vysoké Mýto, politický okres Litomyšl, politický okres Pardubice, politický okres Polička                                                                                     |
| Plzeň            | politický okres Hořovice, politický okres Kralovice, politický okres Plzeň, politický okres Rokycany, |
| Praha            | politický okres Jílové u Prahy, hlavní město Praha, politický okres Praha-venkov, politický okres Říčany |
| Tábor            | politický okres Benešov, politický okres Milevsko, politický okres Příbram, politický okres Písek, politický okres Sedlčany, politický okres Tábor                                                                     |
| země Moravská    | |
| Brno             | politický okres Brno-venkov, zemské hlavní město Brno, politický okres Kyjov, politický okres Hodonín, politický okres Tišnov                                                                                          |
| Jihlava          | politický okres Dačice, politický okres Velké Meziříčí, politický okres Jihlava, politický okres Moravské Budějovice, politický okres Nové Město na Moravě, politický okres Třebíč                                     |
| Kroměříž         | politický okres Holešov, politický okres Kroměříž, politický okres Valašské Meziříčí, politický okres Vyškov |
| Moravská Ostrava | politický okres Místek, politický okres Frýdek, politický okres Moravská Ostrava |
| Olomouc          | politický okres Hranice, politický okres Olomouc-venkov, statutární město Olomouc, politický okres Přerov |
| Prostějov        | politický okres Boskovice, politický okres Litovel, politický okres Prostějov |
| Zlín             | politický okres Uherský Brod, politický okres Uherské Hradiště, politický okres Vsetín, politický okres Zlín |

### Správní členění v letech 1940–1942

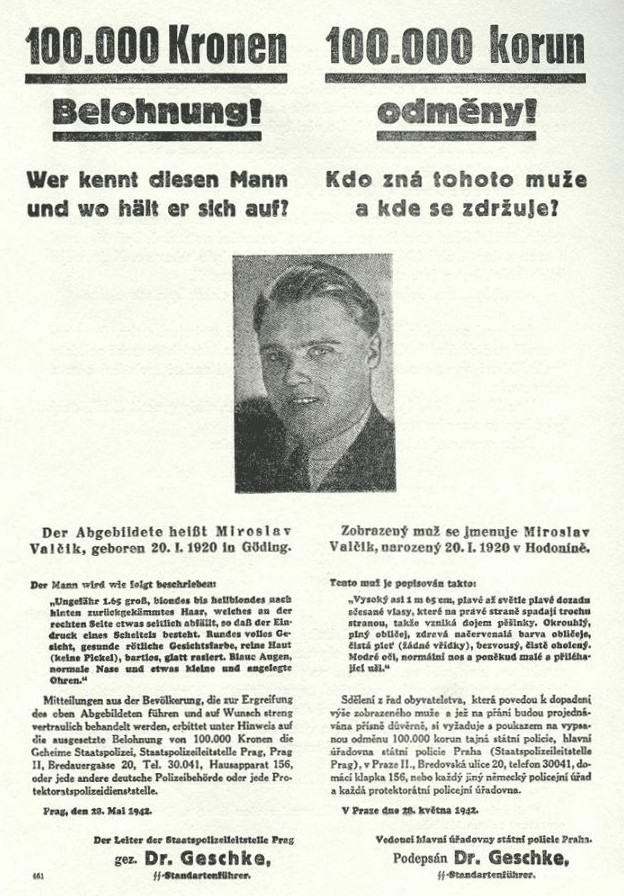
Německý plakát slibující odměnu za pomoc s dopadením parašutisty Josefa Valčíka. 14 členů jeho rodiny bylo popraveno.

| země Česká       | |
| České Budějovice | politický okres České Budějovice, politický okres Týn nad Vltavou, politický okres Třeboň, politický okres Vodňany |
| Jičín            | politický okres Brandýs nad Labem, politický okres Jičín, politický okres Mladá Boleslav, politický okres Mělník, politický okres Mnichovo Hradiště, politický okres Nová Paka, politický okres Semily, politický okres Jilemnice, politický okres Turnov |
| Kladno           | politický okres Beroun, politický okres Kladno, politický okres Kralupy nad Vltavou, politický okres Louny, politický okres Rakovník, politický okres Roudnice nad Labem, politický okres Slaný                                                           |
| Klatovy          | politický okres Blatná, politický okres Klatovy, politický okres Písek, politický okres Přeštice, politický okres Sušice, politický okres Strakonice, politický okres Domažlice                                                                           |
| Kolín            | politický okres Český Brod, politický okres Humpolec, politický okres Kolín, politický okres Kutná Hora, politický okres Ledeč nad Sázavou, politický okres Nový Bydžov, politický okres Nymburk, politický okres Poděbrady, politický okres Čáslav       |
| Hradec Králové   | politický okres Hořice, politický okres Hradec Králové, politický okres Dvůr Králové nad Labem, politický okres Náchod, politický okres Nové Město nad Metují, politický okres Rychnov nad Kněžnou, politický okres Žamberk                               |
| Pardubice        | politický okres Chotěboř, politický okres Chrudim, politický okres Vysoké Mýto, politický okres Litomyšl, politický okres Pardubice |
| Plzeň            | politický okres Hořovice, politický okres Kralovice, politický okres Plzeň, politický okres Rokycany, |
| Praha            | politický okres Jílové u Prahy, hlavní město Praha, politický okres Praha-venkov, politický okres Říčany |
| Tábor            | politický okres Benešov, politický okres Kamenice nad Lipou, politický okres Milevsko, politický okres Příbram, politický okres Pelhřimov, politický okres Sedlčany, politický okres Tábor, politický okres Vlašim                                        |
| země Moravská    | |
| Brno             | politický okres Boskovice, politický okres Brno-venkov, zemské hlavní město Brno, politický okres Tišnov, politický okres Vyškov |
| Jihlava          | politický okres Velké Meziříčí, politický okres Jihlava, politický okres Moravské Budějovice, politický okres Nové Město na Moravě, politický okres Telč, politický okres Třebíč                                                                          |
| Moravská Ostrava | politický okres Místek, politický okres Frýdek, politický okres Moravská Ostrava, politický okres Valašské Meziříčí, politický okres Vsetín |
| Olomouc          | politický okres Kroměříž, politický okres Litovel, politický okres Hranice, politický okres Olomouc-venkov, statutární město Olomouc, politický okres Prostějov, politický okres Přerov                                                                   |
| Zlín             | politický okres Kyjov, politický okres Hodonín, politický okres Holešov, politický okres Uherský Brod, politický okres Uherské Hradiště, politický okres Zlín                                                                                             |

### Správní členění v letech 1942–1945

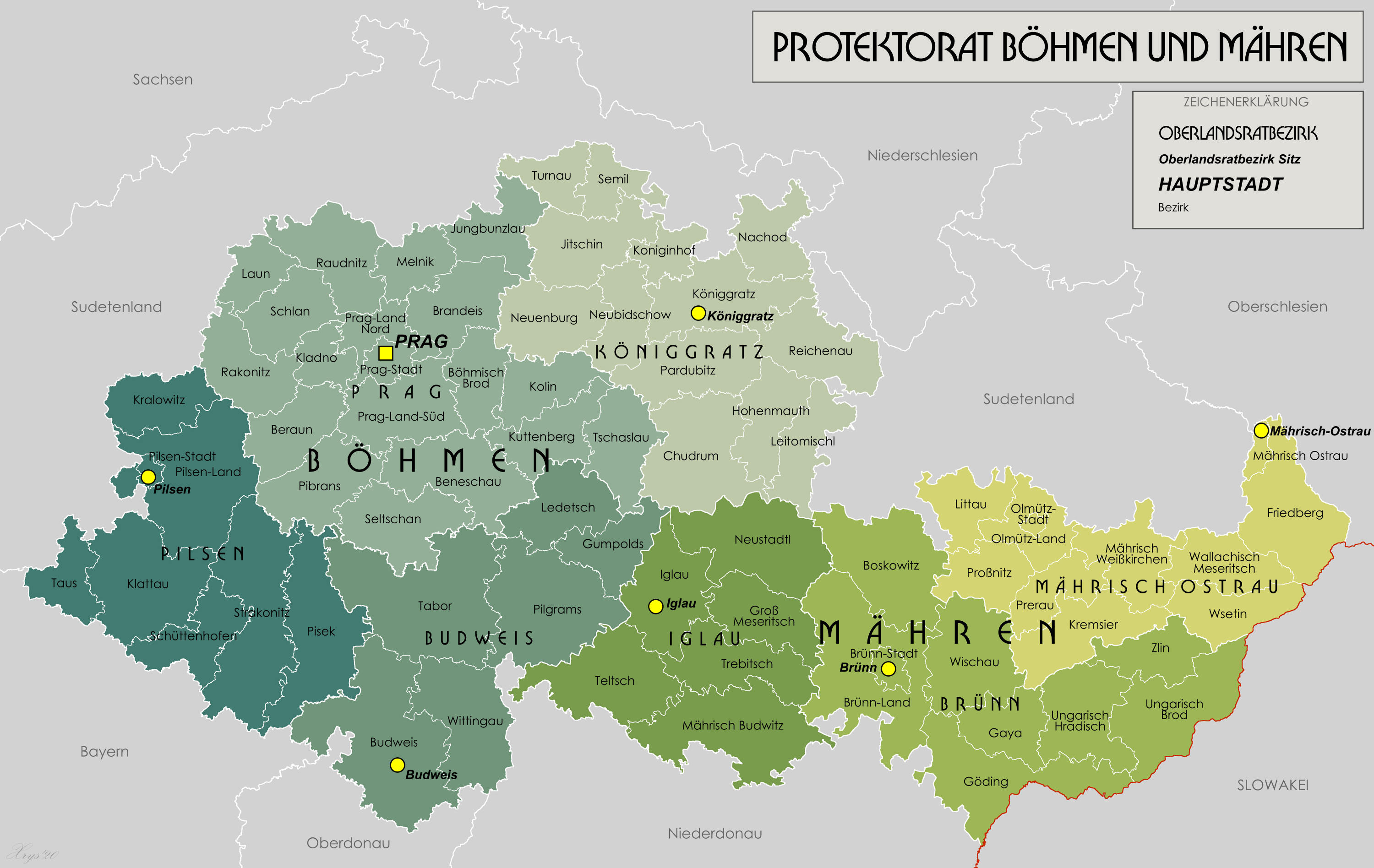
Mapa Protektorátu (stav z let 1942–1945)

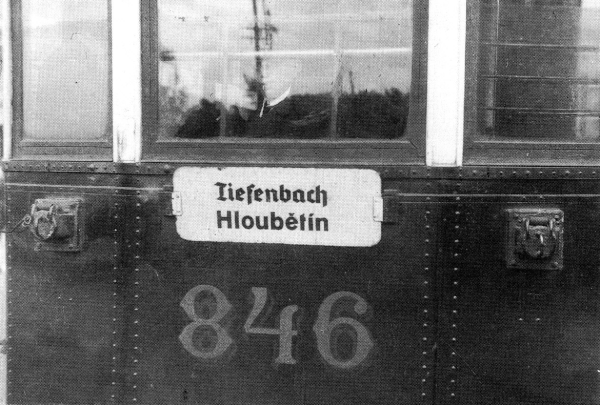
Za německé okupace byla důsledně uplatňována dvojjazyčnost – napřed německy, pak česky

| země Česká       | |
| České Budějovice | politický okres České Budějovice, politický okres Humpolec, politický okres Ledeč nad Sázavou, politický okres Pelhřimov, politický okres Tábor, politický okres Třeboň |
| Hradec Králové   | politický okres Chrudim, politický okres Vysoké Mýto, politický okres Jičín, politický okres Hradec Králové, politický okres Dvůr Králové nad Labem, politický okres Litomyšl, politický okres Náchod, politický okres Nový Bydžov, politický okres Nymburk, politický okres Pardubice, politický okres Rychnov nad Kněžnou, politický okres Semily |
| Plzeň            | politický okres Klatovy, politický okres Kralovice, politický okres Plzeň (od roku 1942 rozdělen na politický okres Plzeň-venkov a statutární město Plzeň), politický okres Písek, politický okres Sušice, politický okres Strakonice, politický okres Domažlice |
| Praha            | politický okres Benešov, politický okres Beroun, politický okres Český Brod, politický okres Brandýs nad Labem, politický okres Mladá Boleslav, politický okres Kladno, politický okres Kolín, politický okres Louny, politický okres Mělník, politický okres Příbram, politický okres Praha-venkov-sever, politický okres Praha-venkov-jih, hlavní město Praha, politický okres Rakovník, politický okres Roudnice nad Labem, politický okres Slaný, politický okres Sedlčany, politický okres Čáslav |
| země Moravská    | |
| Brno             | politický okres Boskovice, politický okres Brno-venkov, zemské hlavní město Brno, politický okres Kyjov, politický okres Hodonín, politický okres Uherský Brod, politický okres Uherské Hradiště, politický okres Vyškov, politický okres Zlín |
| Jihlava          | politický okres Velké Meziříčí, politický okres Jihlava, politický okres Moravské Budějovice, politický okres Nové Město na Moravě, politický okres Třebíč |
| Moravská Ostrava | politický okres Frýdek, politický okres Kroměříž, politický okres Litovel, statutární město Moravská Ostrava, politický okres Hranice, politický okres Olomouc-venkov, statutární město Olomouc, politický okres Přerov, politický okres Prostějov, politický okres Valašské Meziříčí, politický okres Vsetín |

## Všeobecná občanská legitimace

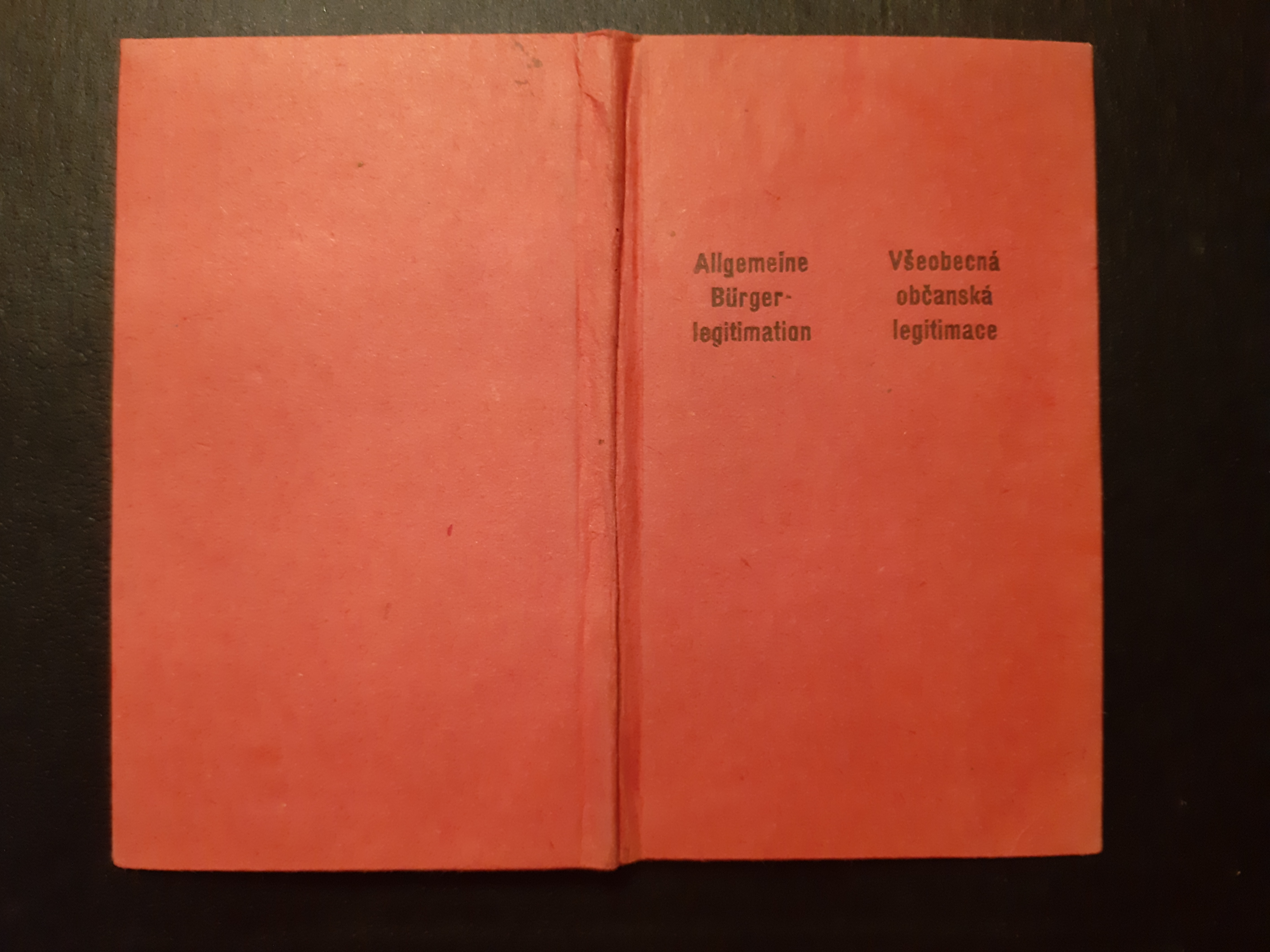
Desky
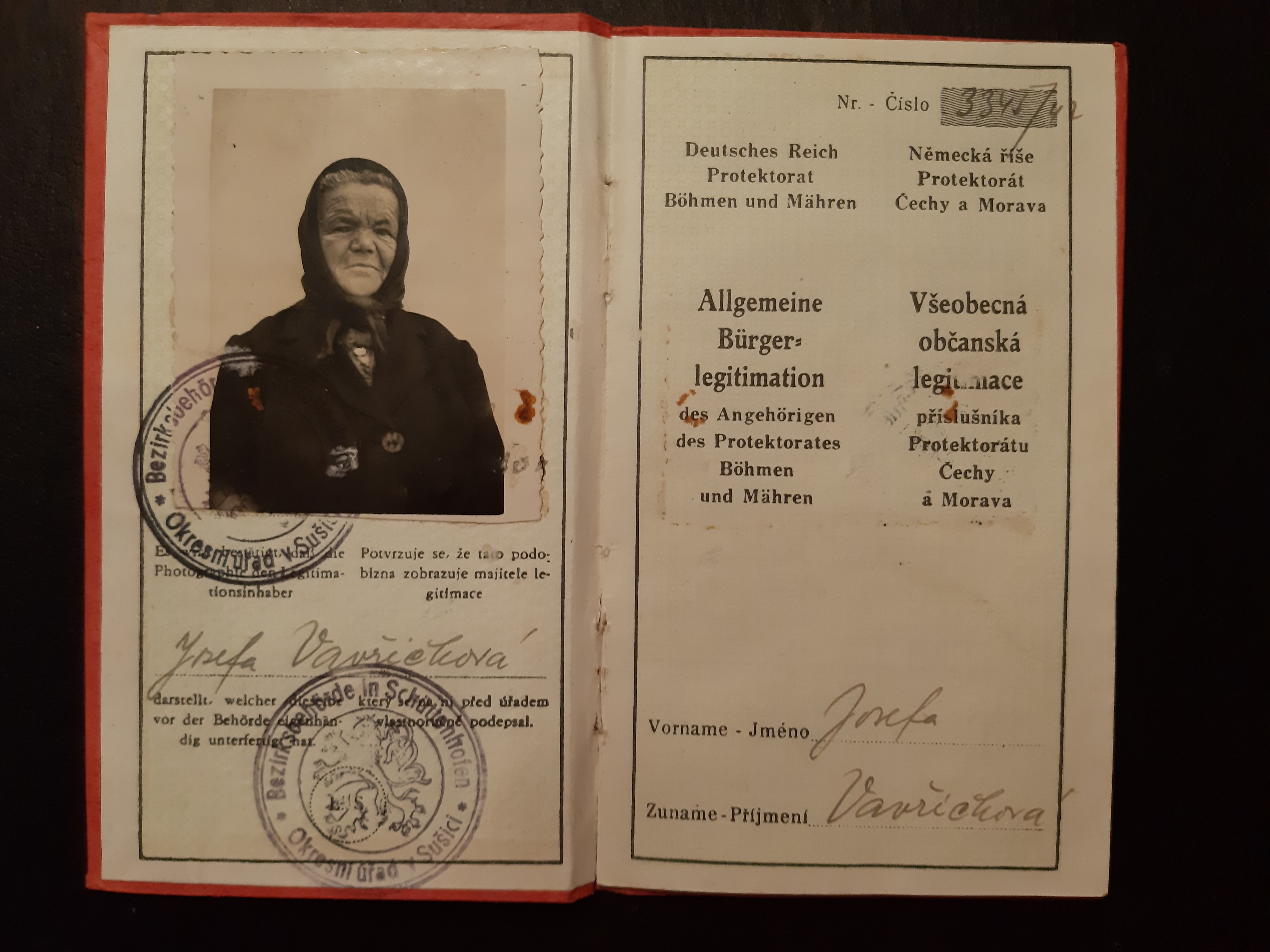
První strana – fotografie, podpis, razítko okresního úřadu.
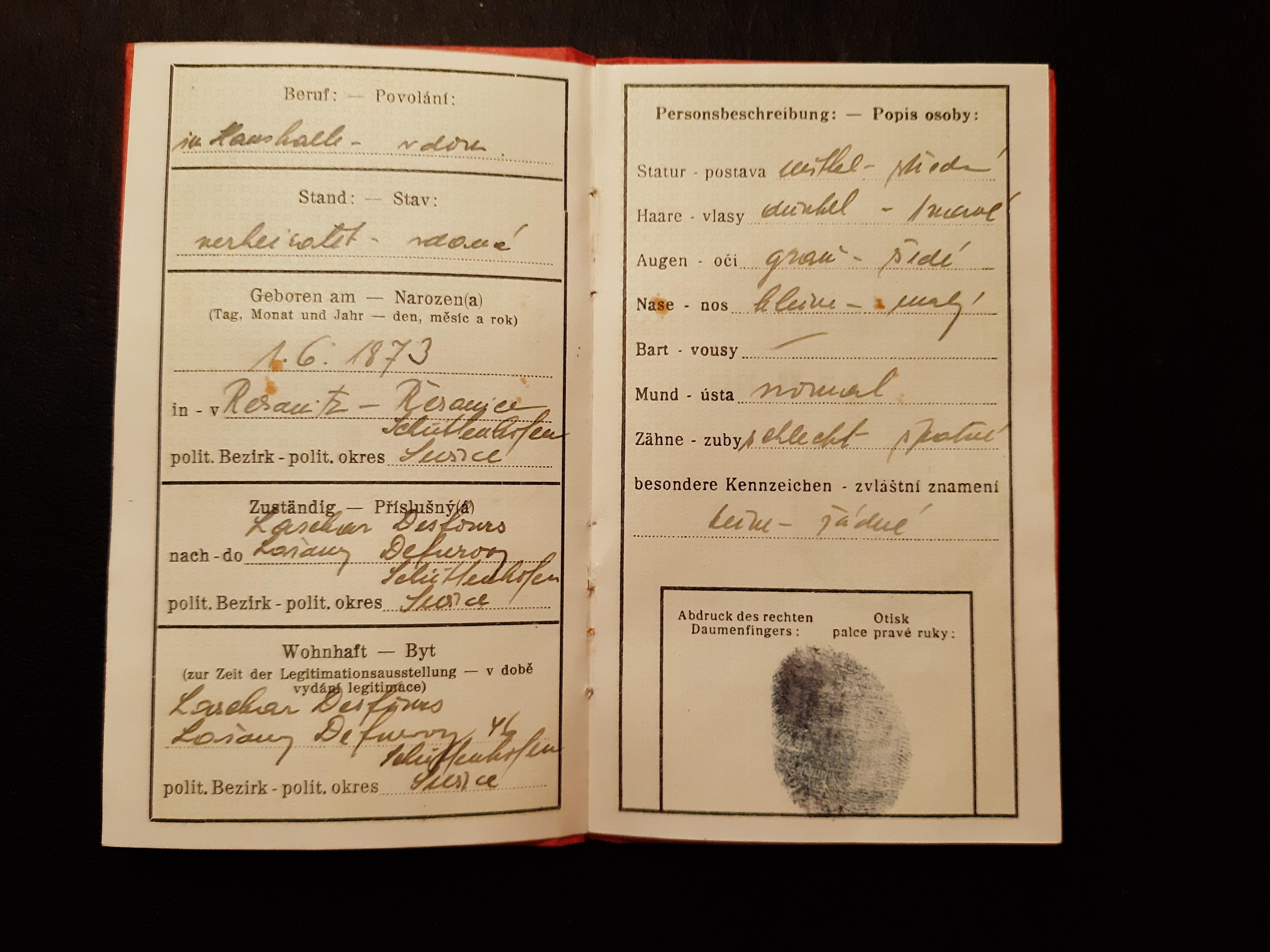
Povolání, rodinný stav, narození, trvalé bydliště, byt, popis postavy, otisk pravého palce.
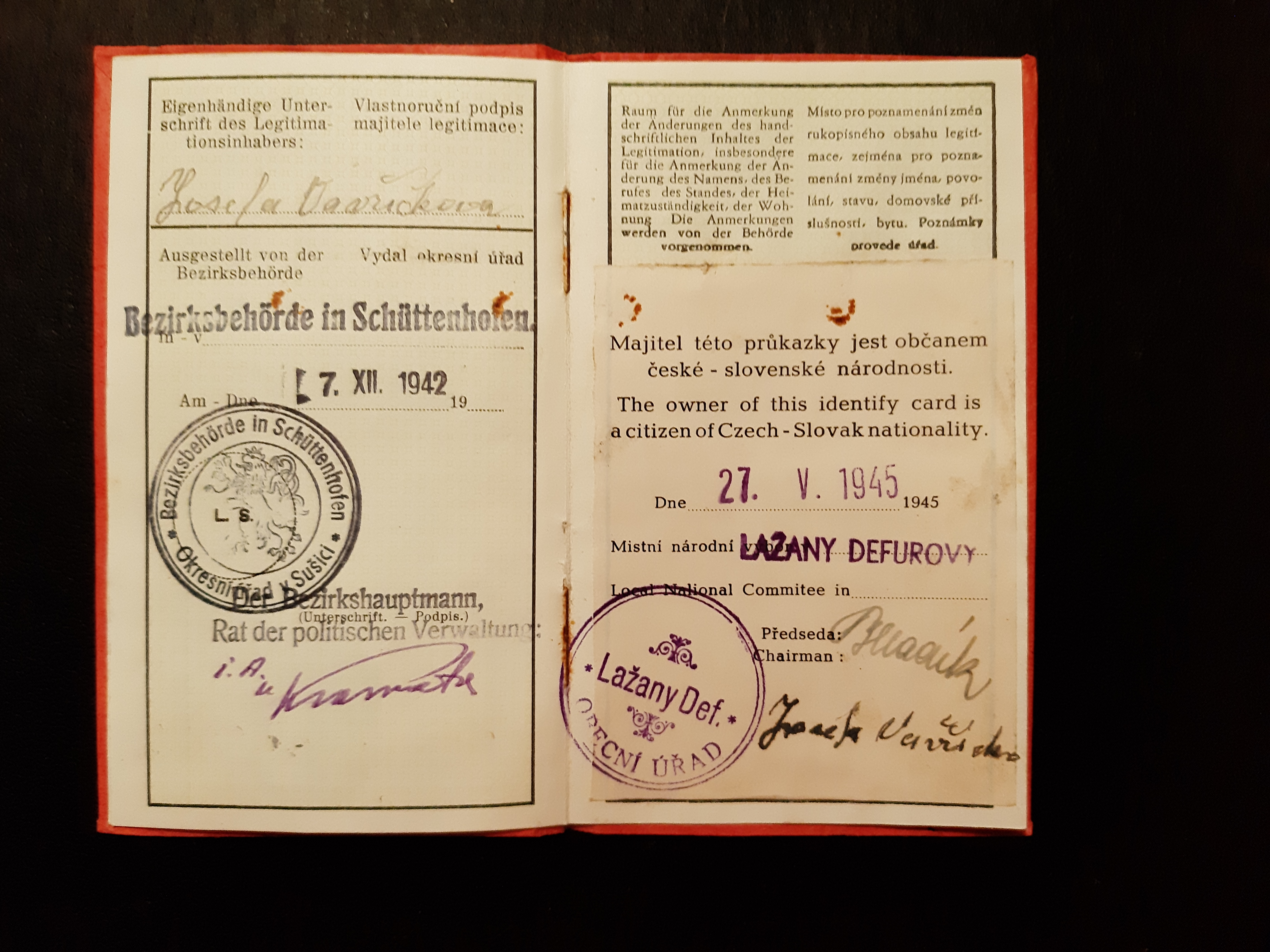
Podpis držitele, datum vydání a okresní úřad, razítko úřadu, vlevo místo pro úpravy využito po válce pro dolepení papíru s určením národnosti.
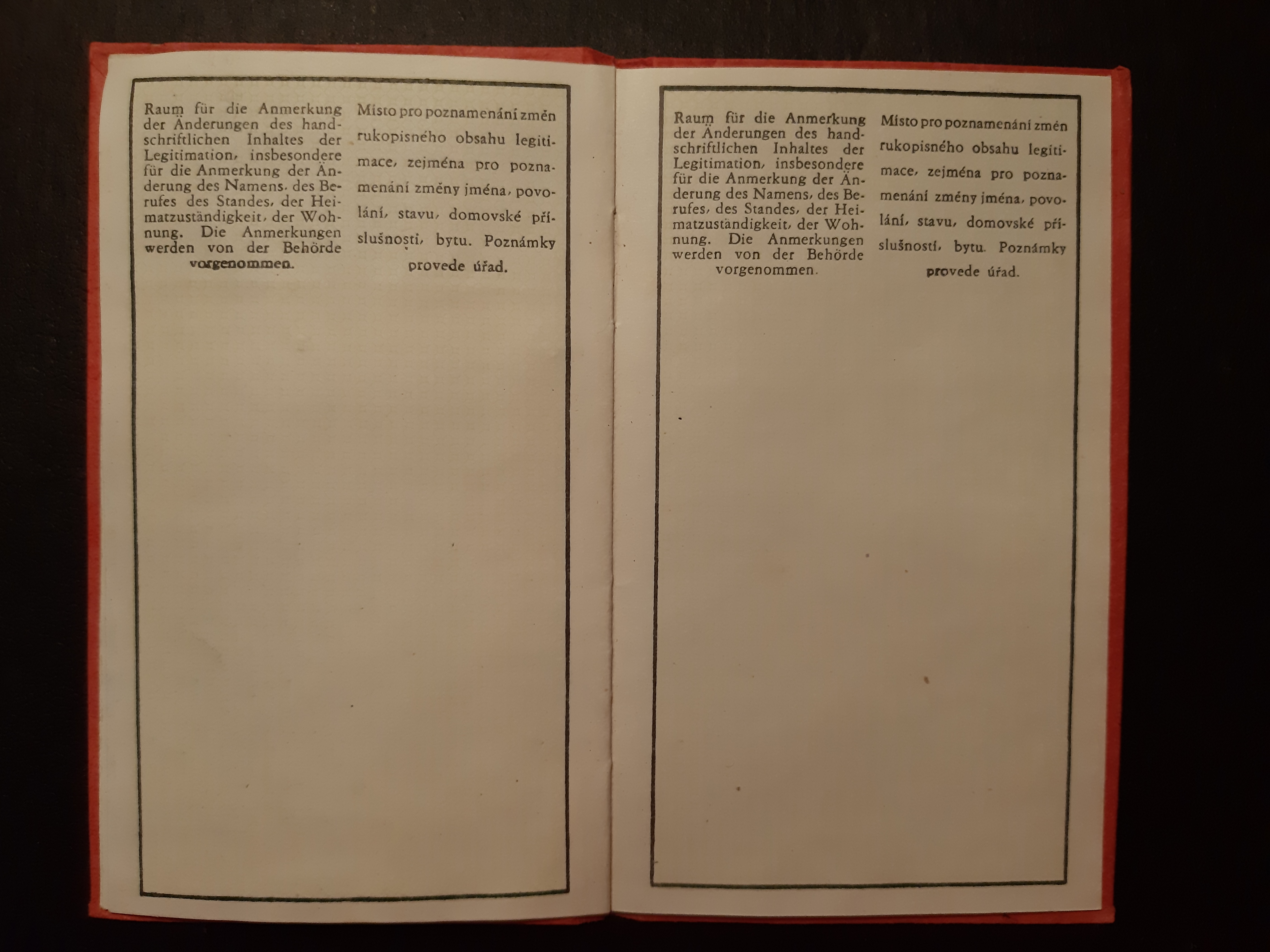
Místo pro úpravy, prázdné.
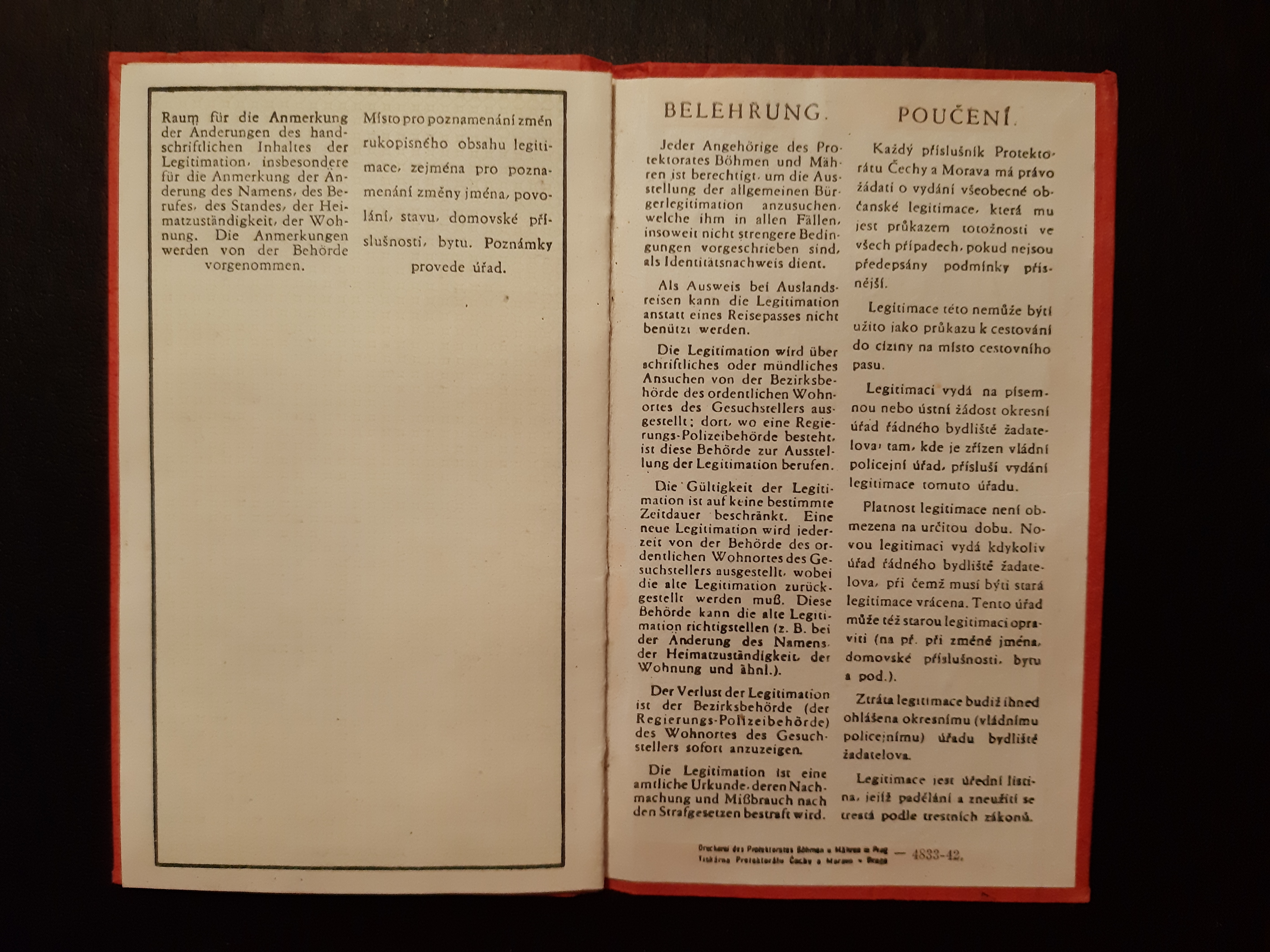
Místo pro opravy, a práva a povinnosti držitele průkazu.

## Poválečné reparace
Československo obdrželo poválečné reparace z Německa za škody způsobené německou okupací v celkové výši 14,5 milionu USD (1938), tedy 0,09 % z částky, kterou Československo požadovalo. V Česko-německé deklaraci z roku 1997 se Německo a Česká republika dohodly, že nebudou dále zatěžovat své vztahy politickými ani právními otázkami společné minulosti.